# 黄埔军校旧址
黄埔军校旧址位于中国广州市黄埔区长洲岛内，是孙中山创办的新式军事政治学校“中国国民党陆军军官学校”（黄埔军校）的首个校址，包括校本部、孙总理纪念室、孙总理纪念碑、俱乐部、游泳池等建筑，总面积约5.7万平方米。1984年6月被辟为纪念馆，成为广州市的知名旅游景点。

## 历史
1924年1月28日，孙中山择定在广州近郊黄埔长洲岛上、原广东陆军小学堂和海军学校校舍旧址为陆军军官学校校址。1924年2月，陆军军官学校筹备委员会组织对校园进行勘测、设计、修缮，历时两个多月施工，校园基本整修完成，于当年5月开始办学，1924年6月16日，黄埔军校举办开学典礼。1924年8月，在岛上平岗、蝴蝶岗一带增建校舍，随着学生增多，校舍遍布长洲岛上庄、下庄一带，占据岛上近半土地，面积近4平方公里，军校还在附近修建了中山公园、仲恺公园、中正公园、济深公园供师生休憩。1926年3月，陆军军官学校改名为“中央军事政治学校”，军校在此办到第七期，1928年3月，黄埔军校迁往南京，副校长李济深在原校址仍以黄埔军校名义继续招生，为其第八路军培养干部，直至1930年9月广州校本部停办。
1938年，日军占领广州，校舍大部分建筑物被日军飞机炸毁。中华人民共和国成立后，黄埔军校旧址开始逐步维修复原。1984年6月16日，为纪念黄埔军校建校60周年，广州市成立黄埔军校旧址纪念馆，由广东革命历史博物馆负责管理，馆名由徐向前题写。1988年1月，被国务院批准为全国重点文物保护单位。
1996年，广州市人民政府出资2000多万，按照“原方位、原尺度、原面貌”的原则重建军校校本部，6月16日奠基，11月12日落成，建筑面积为10600平方米，2004年至2006年，又对旧址进行全面维修保护。2017年12月2日，入选“第二批中国20世纪建筑遗产”。2020年，黄埔军校旧址纪念馆转由辛亥革命纪念馆具体管理。2023年3月24日，广州市黄埔军校旧址纪念馆旅游区被评为国家4A级旅游景区。
为纪念黄埔军校建校100周年，黄埔军校旧址纪念馆自2024年4月11日临时封闭，进行展陈改造和环境提升建设，并于黄埔军校建校100周年当天（6月16日）16时恢复开放，其中，修复后的黄埔军校俱乐部是首次以场景复原后的面貌向公众开放。

## 建筑

### 选址
黄埔军校原定以广州市区内的“测量局及西路讨贼军后方病院”（即今广州起义烈士陵园及中山大学广州校区北校园一带）为校址，由于当时滇、桂军阀盘踞广州，为避开军阀的控制和干扰，需选择交通不便，远离市区的地方，长洲岛位于珠江中央，四面环水，环境幽静。岛内筑有多处炮台，与鱼珠炮台、沙路炮台形成三足鼎立之势，能把守控制江面，易守难攻，便于学习与练武；；还有岛上有清陆军小学堂的校舍，略加修葺，即可使用，还可节省人力和资金。因此孙中山经过再三考虑，决定把军校设在长洲岛上。

### 正门

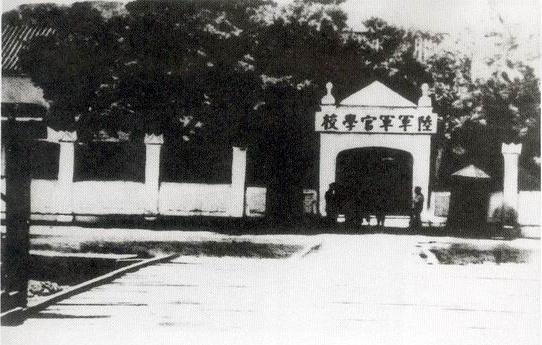
黄埔军校旧址大门

军校正门是黄埔军校旧址中最具代表性的景观，为一座两柱横架门楼的欧陆式大门，于1924年创办军校时于原陆军小学门前新增建。军校创办时在原陆军小学堂祠堂式大门前面增建欧陆式大门。黄埔军校大门坐南向北，面临珠江，中央上方横匾上有谭延闓所书“陆军军官学校”几个大字。在二门门口挂著“杀尽敌人方罢手，完成革命始回头”对联，二门右侧牆壁上挂有蒋介石手书的校训“亲爱精诚”。门前有两个哨岗，后面的两间房子是卫戍室。军校大门彩楼两旁原挂有一副对联“升官发财，请往他处；贪生怕死，勿入斯门”，横额为“革命者来”。1925年孙中山逝世后，改为总理遗嘱中的“革命尚未成功，同志仍须努力”。

### 校本部

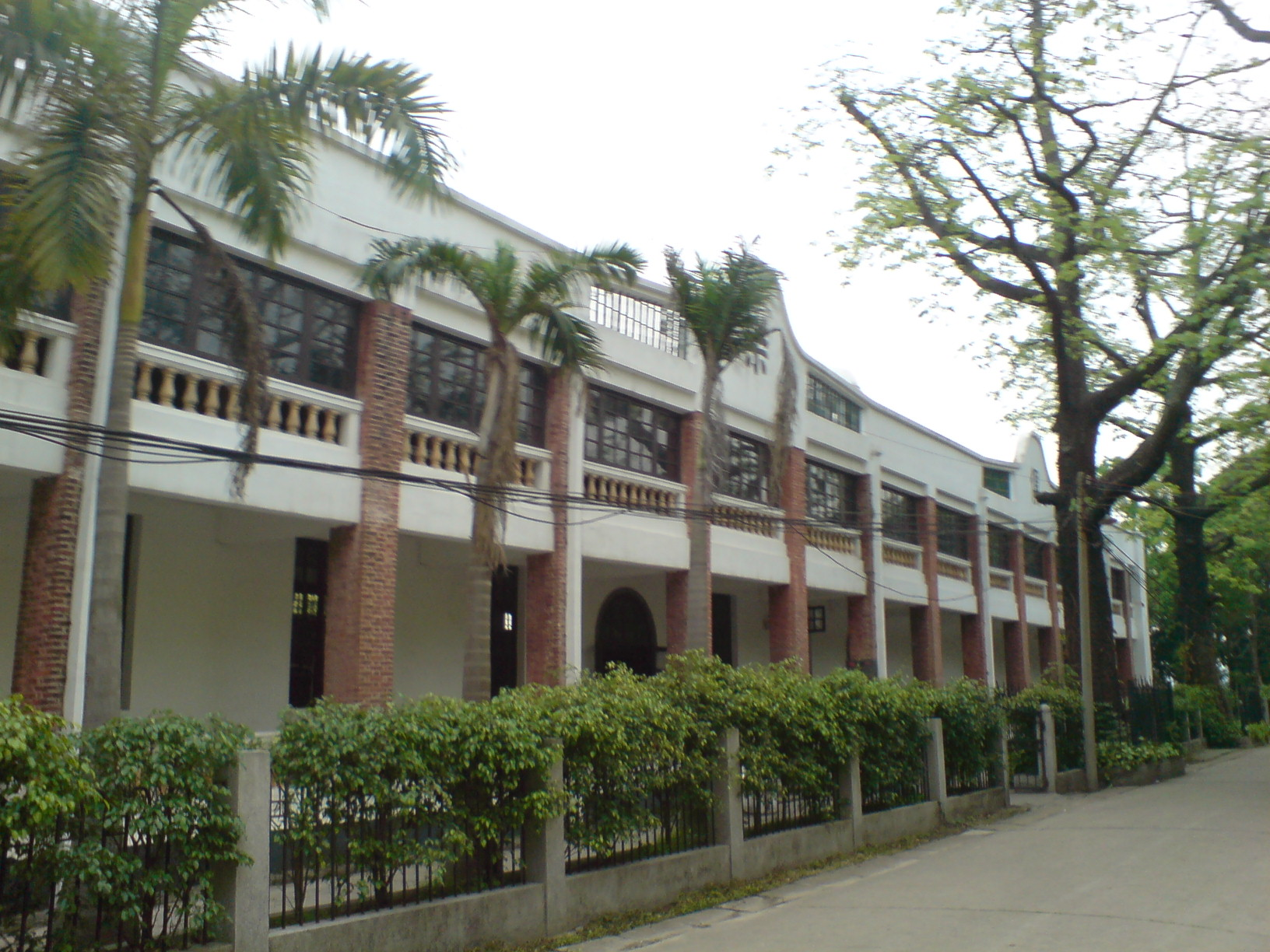
俱乐部

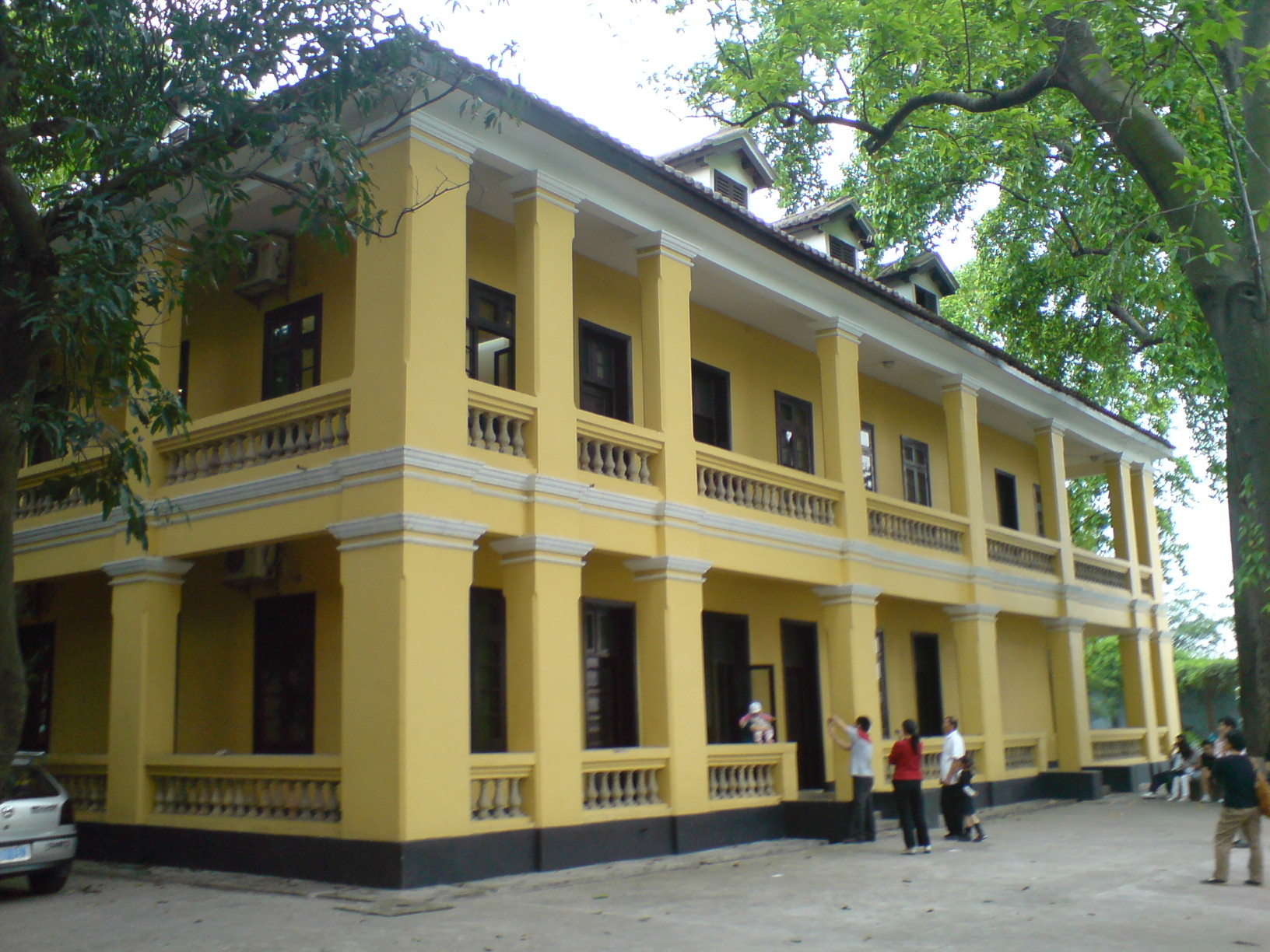
孙中山故居

黄埔军校校本部是军校旧址的核心部分，占地总面积9444平方米，建筑面积10600平方米，主体建筑是一座日字形的二层砖木结构的走马楼，分为三路四进，四周回廊相围，各层廊内相通，走廊相连，每进之间以天井相隔。在南北走向的中轴线东西两侧，房舍排列的形式一致，相互对称。原为广东陆军小学堂校舍，黄埔军校建校后，连接前后四排房舍的大通道被改为举行各种公共活动的“大花厅”，二楼为校长室及军校各部领导的办公室，后进则以学生课室和宿舍为主。目前，校本部为展示黄埔军校历史的校史展厅，并复原了政治部、官长饭厅（大会议室）、教授部、顾问室、入伍生部、自习室、学生宿舍、教练部、战术总教官室等二十余个场景空间。

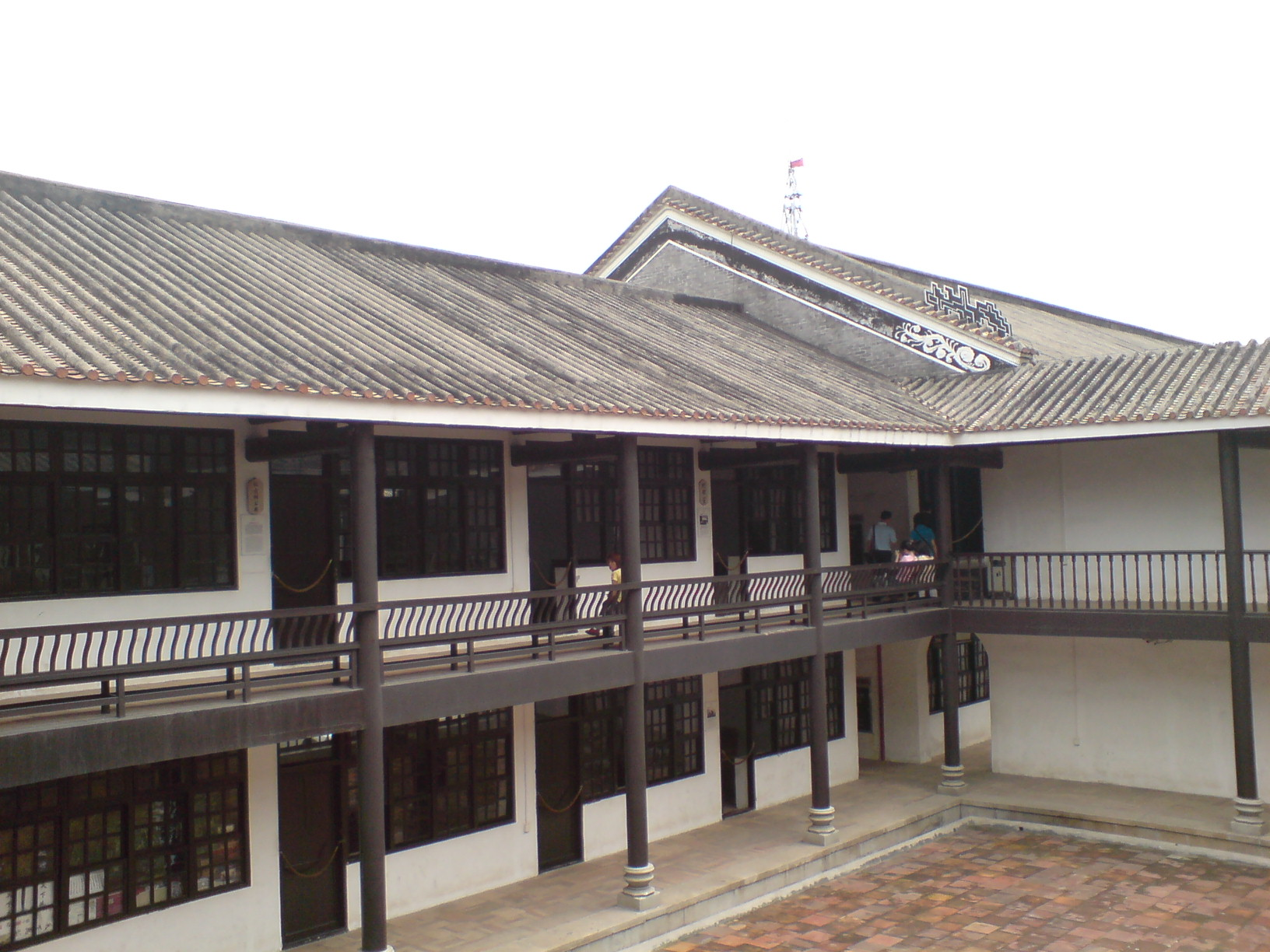
黄埔军校建筑一角

### 孙总理纪念室
又称“孙中山先生故居”，旧称学海楼，为一幢2层砖木结构楼房，建筑面积805平方米，原为大清海关总税务司，曾作为教职员工的办公处，1926年3月改作军校校舍，孙中山来校视察时曾在多次下榻于此。1925年，孙中山在北京逝世后，黄埔军校决定在此设立总理革命博物馆和总理纪念室，并于1928年11月12日开幕。1952年重建，房屋由原先的木质结构改为钢筋混凝土结构。1956年，在此设孙中山故居纪念馆。目前，一楼复原了粤海关黄埔分关的部分办公室，并附设“小楼昨日——粤海关黄埔分关及其旧址变迁展览”，二楼主要为孙中山卧室的复原陈列、孙中山在广东的革命活动展览，以及“孙中山、梅屋庄吉与黄埔军校”展览。

### 军校俱乐部
位于孙中山故居西边的黄埔军校俱乐部，是欧式红色建筑，落成于1926年11月1日，其主体空间是一个两层高的大礼堂，面积达1020平方米，是军校规模最大的单体建筑以及最高规格的典礼建筑，用于举，同时也是军校师生举办大型会议、活动、文艺演出的场所。军校的“血花剧社”主要在此排练和演出。礼堂讲台中央和两侧分别悬挂孙中山像、总理遗训、中华民国国旗、国民党党旗和林则徐焚鸦片、义和团抗击八国联军侵犯天津、沙基惨案和攻打惠州四幅大型油画；礼堂悬挂廖仲恺、朱执信、史坚如等名人像。黄埔军校当年的“清党”便是在俱乐部举行。俱乐部西侧设有游泳池，是1926年军校为适应在南方水网地带作战需要，由船坞改建而成，分浅、深水池，深水池直接与珠江相通。

### 孙总理纪念碑

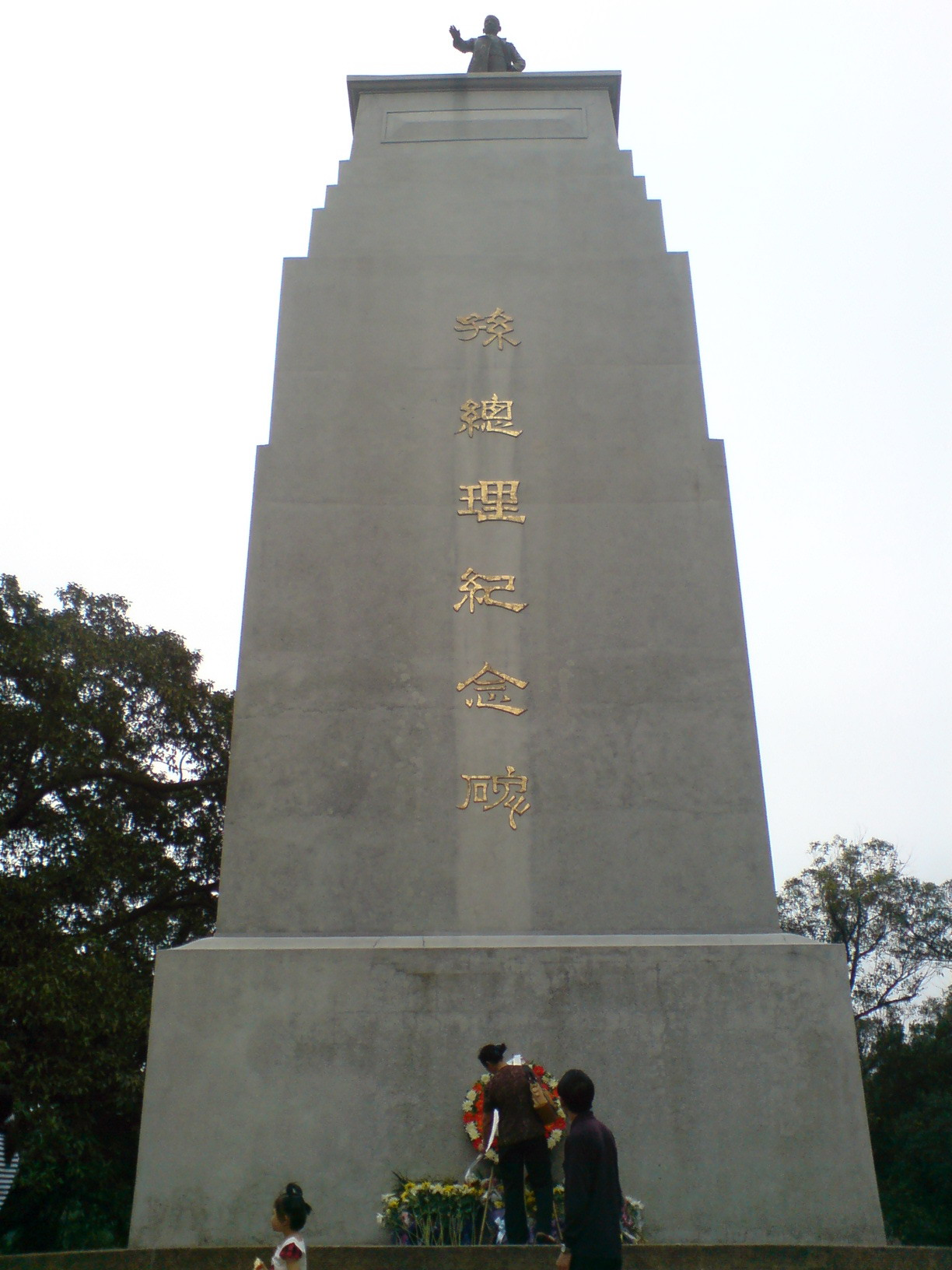
孙总理纪念碑

民国17年（1928年）11月，军校在校园南面八卦山上建立孙总理纪念碑，1930年9月26日落成。纪念碑的造型独具匠心，利用两边交叉而上的阶梯及铜像，构成“文”字，暗含了孙文的意思。碑座正面刻有军校校训“亲爱精诚”四个大字。碑座底层7级，上层5级，中间隔有较长的平级将其截然分开。 7级代表军校在此办了7期，5级则代表军校师生共参加了五次战役；也指军校在长洲岛办了7期，在外地办了5期，中国大陆共办了12期。纪念碑身正面刻有“孙总理纪念碑”六个隶体大字，为胡汉民的笔迹。东面刻有孙中山弥留之际呼唤的七字“和平、奋斗、救中国”。碑身背面刻有总理像赞，是孙中山一生的写照。西面刻有总理训词，后来成为中华民国国歌。军碑的正面为“孙中山纪念碑”六个隶书大字，背面为总理像，东面为总理遗训，西面为总理开学训词。从山底到山顶的阶梯所在的山壁用石材装饰，表面镶有校训“亲爱精诚”四个大字。 
碑顶塑有孙总理铜像，孙中山铜像身穿西服、左手叉腰、右手前伸、面向大众，高2.6公尺，重逾2000斤，是先生当年的日本好友梅屋庄吉出资，牧田祥哉敬作，篠原金作工场铸造。其铜像与广州中山大学、南京中山陵和澳门孙中山纪念馆的孙中山铜像一致，分别为梅屋本人捐赠，其中南京一尊原为梅屋赠与中央军事政治学校，澳门孙中山纪念馆的一尊原为梅屋庄吉赠与孙中山故乡香山的孙中山故居，1938年被移往澳门。
在中国，一般的纪念碑多是坐北朝南，但该纪念碑却坐南朝北，隐含著孙中山北定中原、统一中国的遗愿。
2022年，孙总理纪念碑开始围蔽修缮工作，2024年6月再次对公众开放。

### 东征阵亡将士墓
东征阵亡烈士墓座落在军校西南的平岗，面积5万多平方米。是1925年中华民国军政府纪念讨伐陈炯明叛军而阵亡将士修建，于1926年6月落成，葬有516位烈士遗体。墓园门口门楣上的一行字因与黄花岗七十二烈士墓造型相似，素有「小黄花岗」之称。由墓道、墓塚、纪功坊、入伍生墓碑群构成长数百米的中轴线，墓中埋葬了在两次东征等战役中阵亡的516名将士。墓的西边是“十七少将墓”，安葬的是在“两广事变”中阵亡的、黄埔军校出身的17位国民革命军少将。1936年，在墓园正门前增建「东徵阵亡烈士纪念坊」。纪念坊面临珠江，用花岗石和红砖建成，有3个斗拱形门，上盖琉璃瓦，门顶题字为蒋介石所题。文化大革命期间，东征阵亡将士题名碑、少将墓、凉亭等均遭到毁坏。1984年，广州市政府拨款对墓园进行复原维修，1991年新建了东征史迹陈列室。 

### 北伐纪念碑
北伐纪念碑矗立在长洲岛平岗，高达10米，呈方锥台形，是1929年为纪念北伐阵亡的军校生而建的花岗石纪念碑，碑的正面刻“国民革命军军官学校学生出身北伐阵亡将校纪念碑”，东、西两面分别刻有“捐躯救国”、“为民牺牲”等字样，由军校代校务何遂撰写碑文“平冈之石齿齿兮，黄埔之水淙淙；屹丰碑以万世兮，将以垂纪于无穷”。碑座的东、西、北三面刻有北伐阵亡的独立团第一营营长曹渊等353位黄埔军校学生的名字。但由于第一次国共合作的失败，大部分共产党员阵亡者的名字未能刻记。 纪念碑后曾被破坏，1984年4月之后复修。

## 现状
旧址目前已免费参观，但需通过网站或微信公众号线上预约，每天限人数2000人，凭预约信息及有效证件入场。逢週一闭馆（国家法定节假日和特殊情况除外），週二至週日9:00到17:00开放参观，16:30停止入馆。
旧址低层分别开设“黄埔军校史蹟”、“黄埔群英馆”和“北伐战争中的黄埔人”三个主题共六个展馆。其中黄埔群英馆为展示在黄埔军校的学生和教官的油画，其他均为展示黄埔军校历史内容，只是史蹟为黄埔军校的历史年表，黄埔人为以人物为主轴介绍黄埔军校的历史。
而旧址后一排房屋作为黄埔青少年训练营成员的临时宿舍，第二排为训练营的集合教室。

## 图集

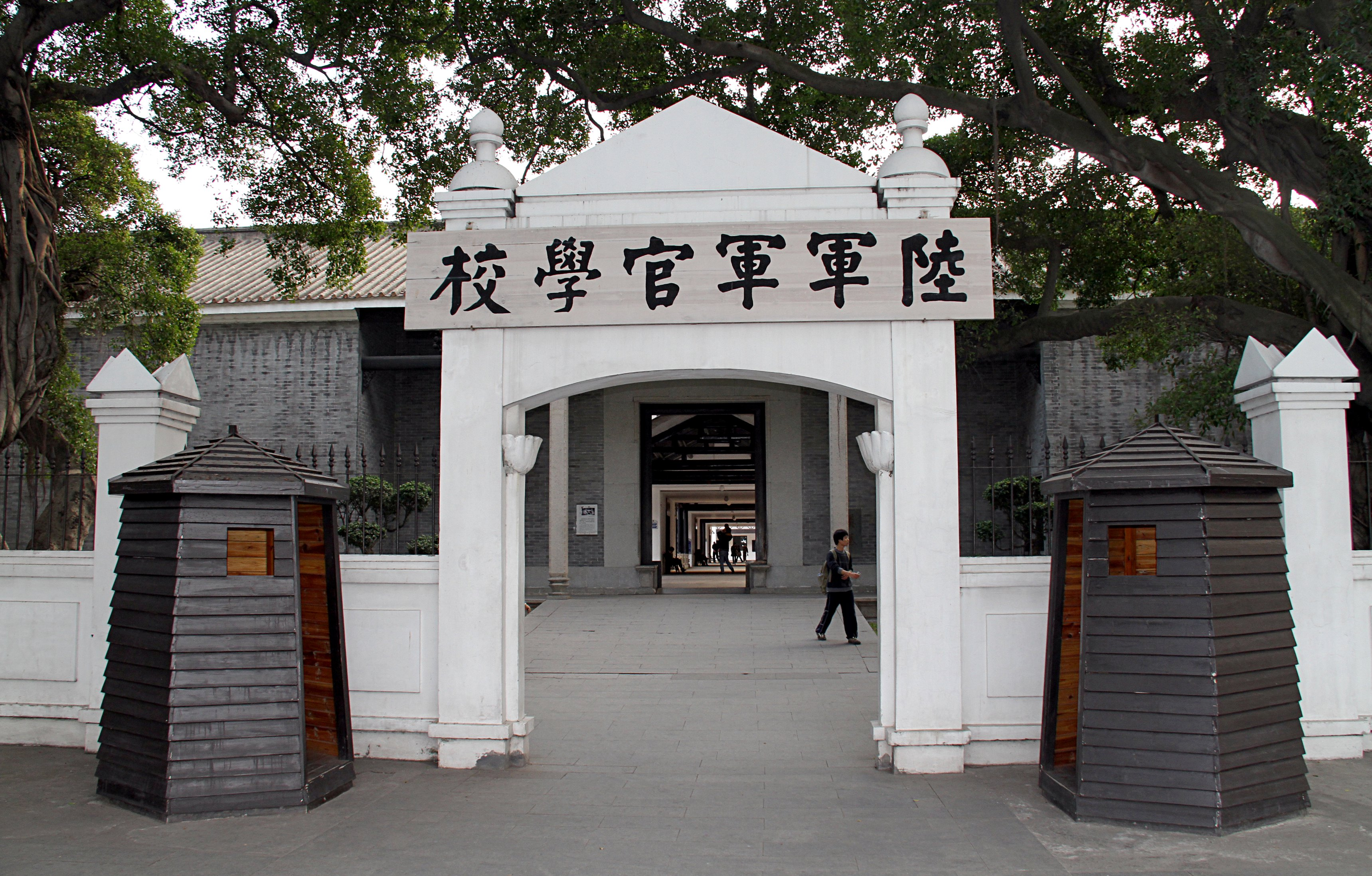
黄埔军校大门
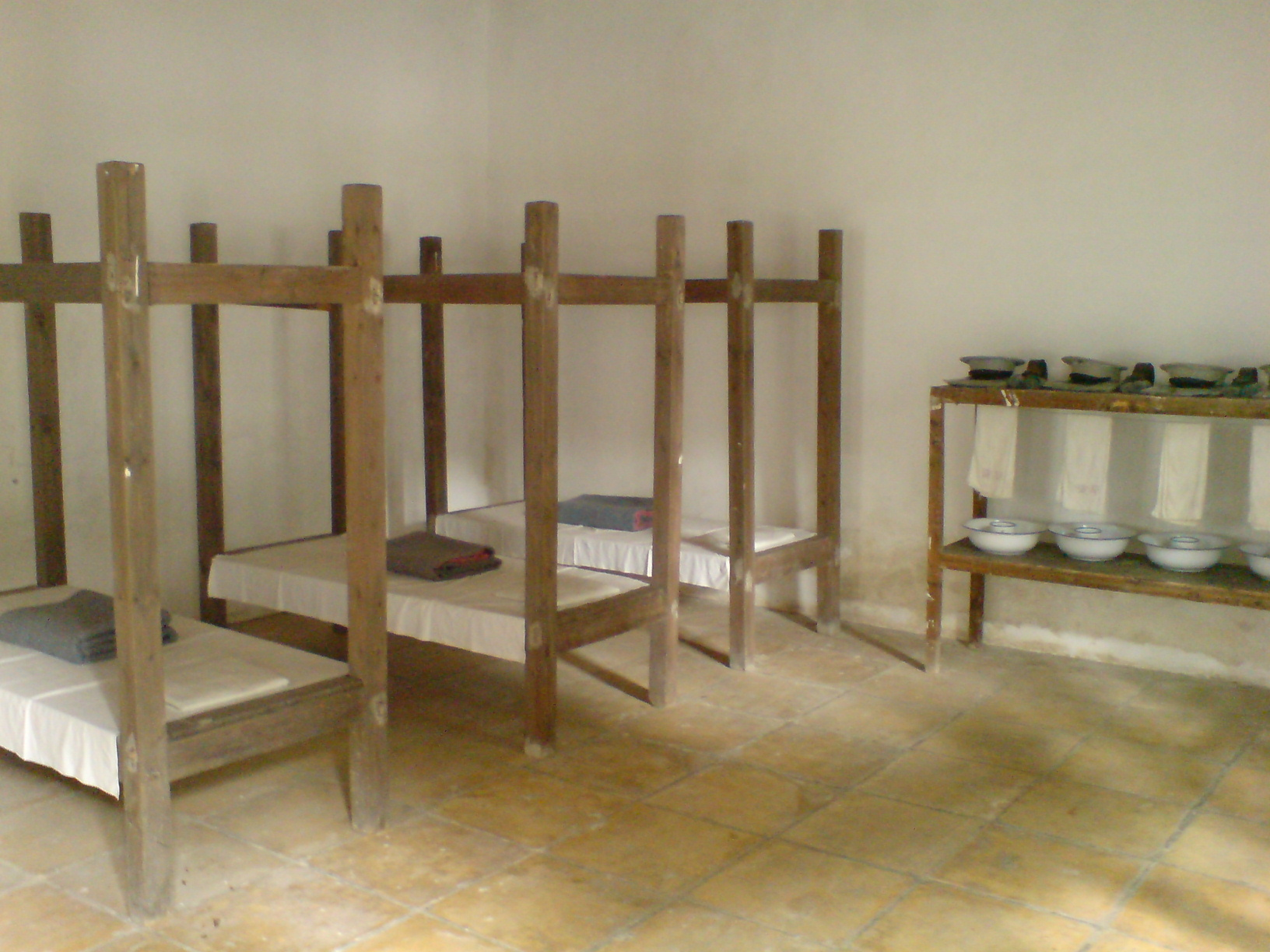
卫戍室
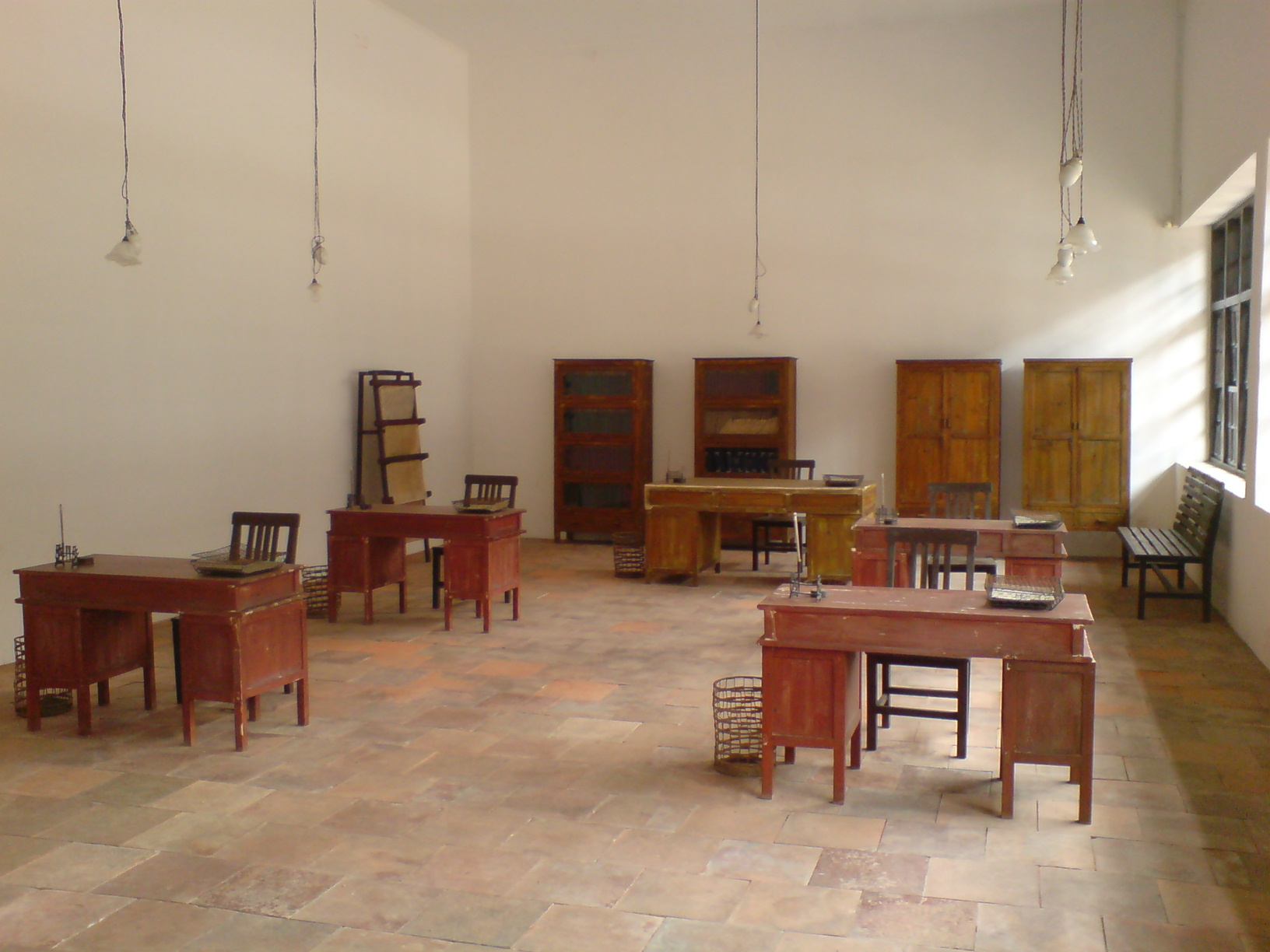
管理部
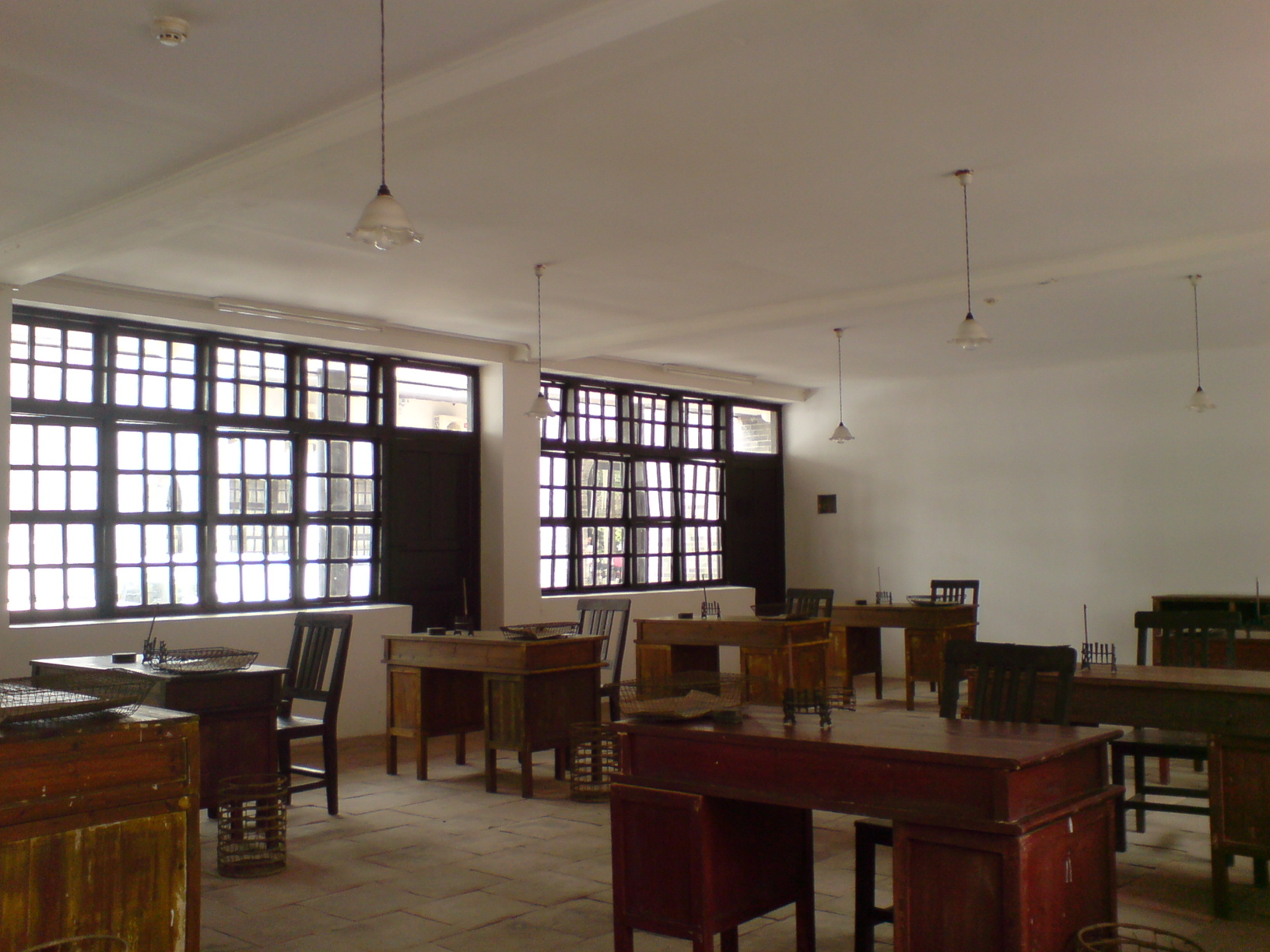
政治部
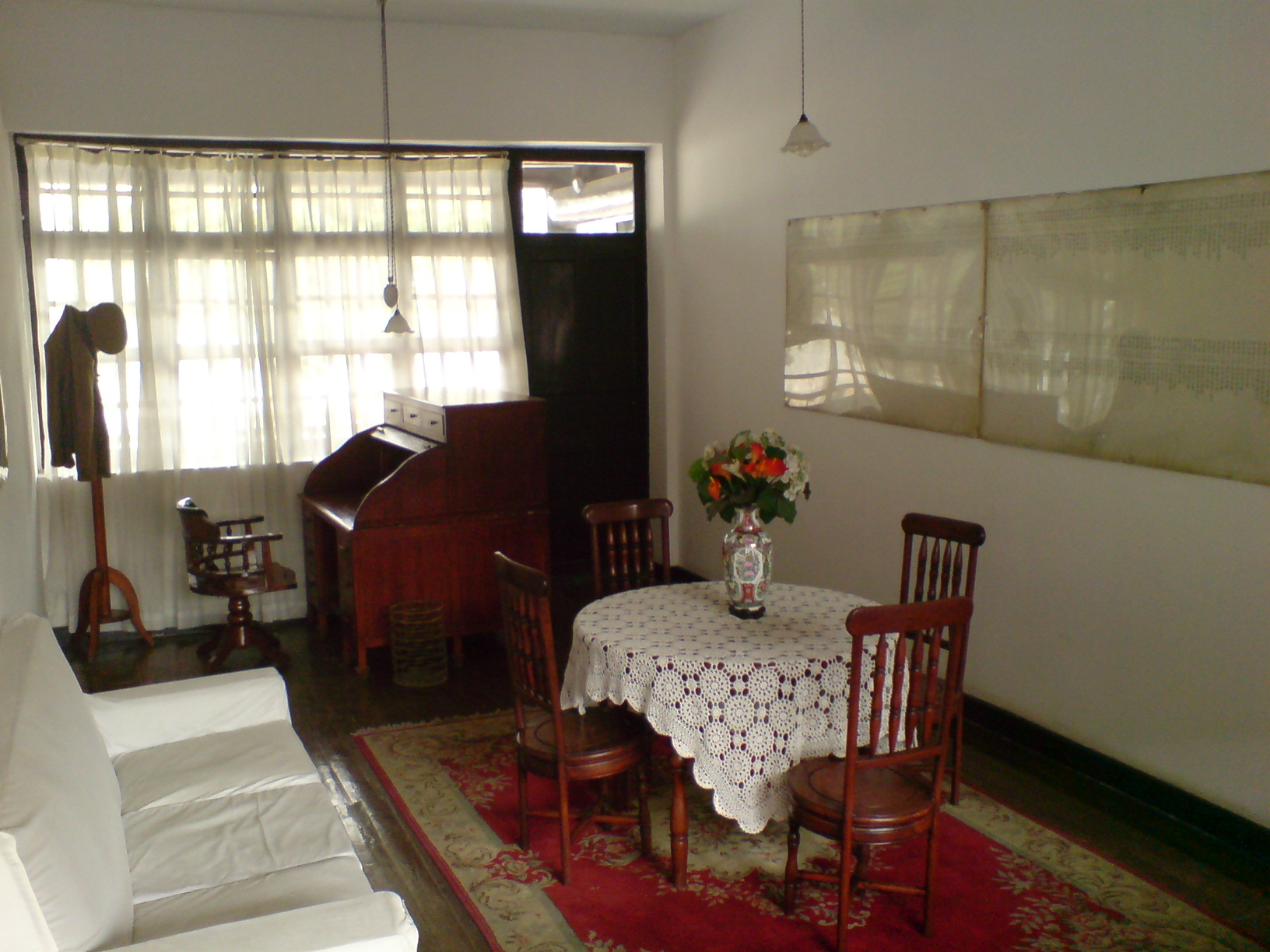
校长室
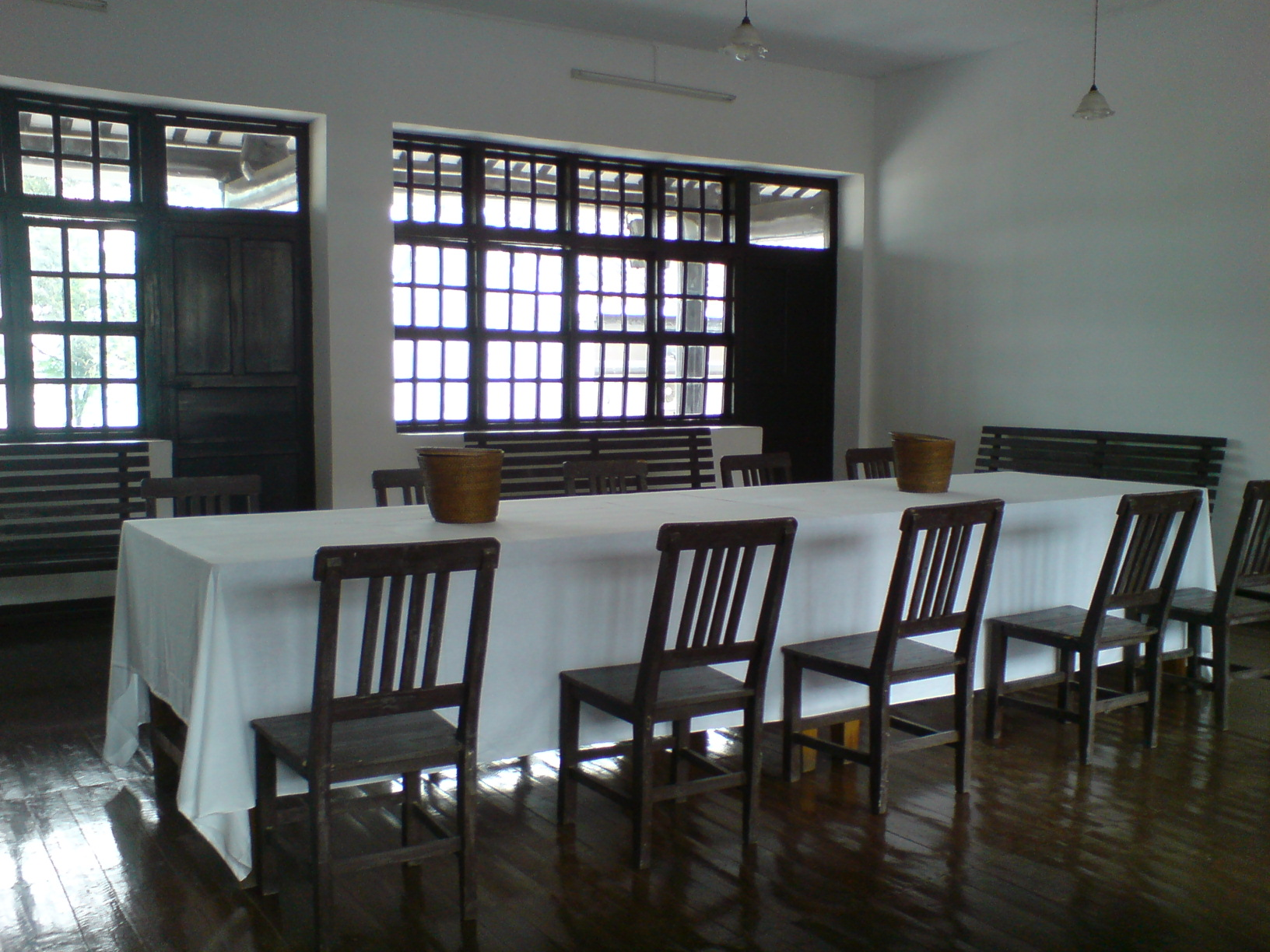
校长办公厅
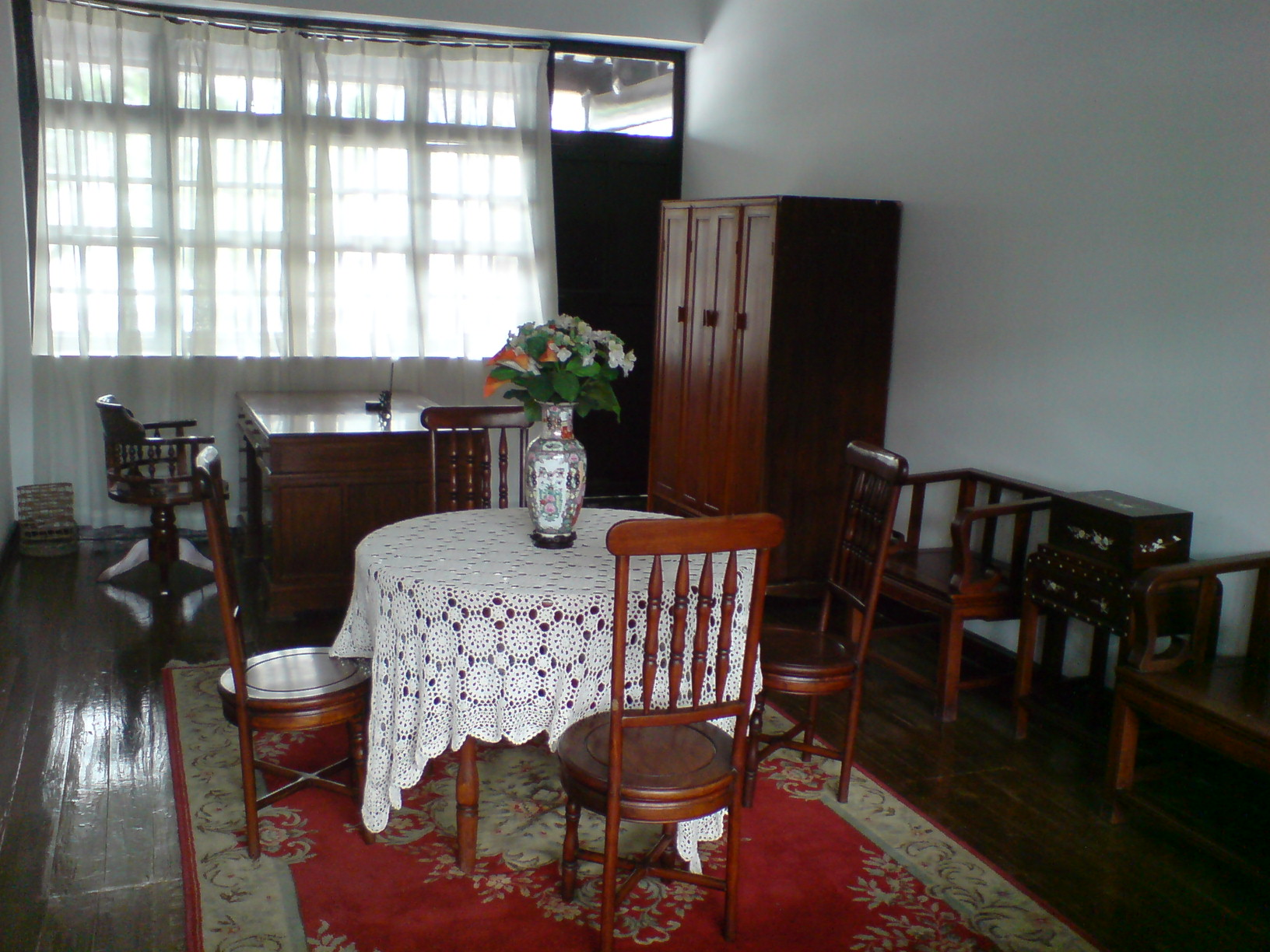
总理室
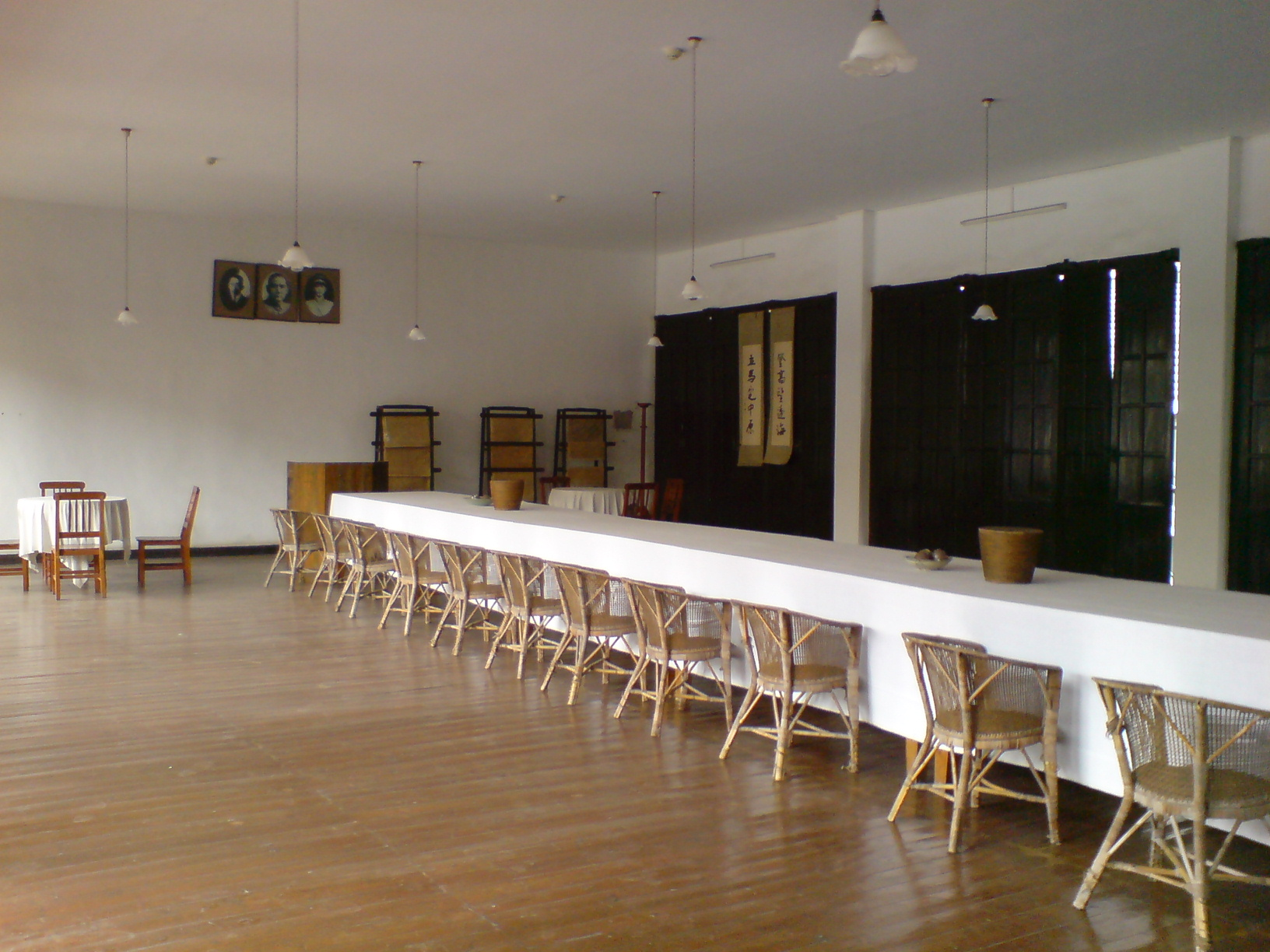
校长会客厅（官长集合室）
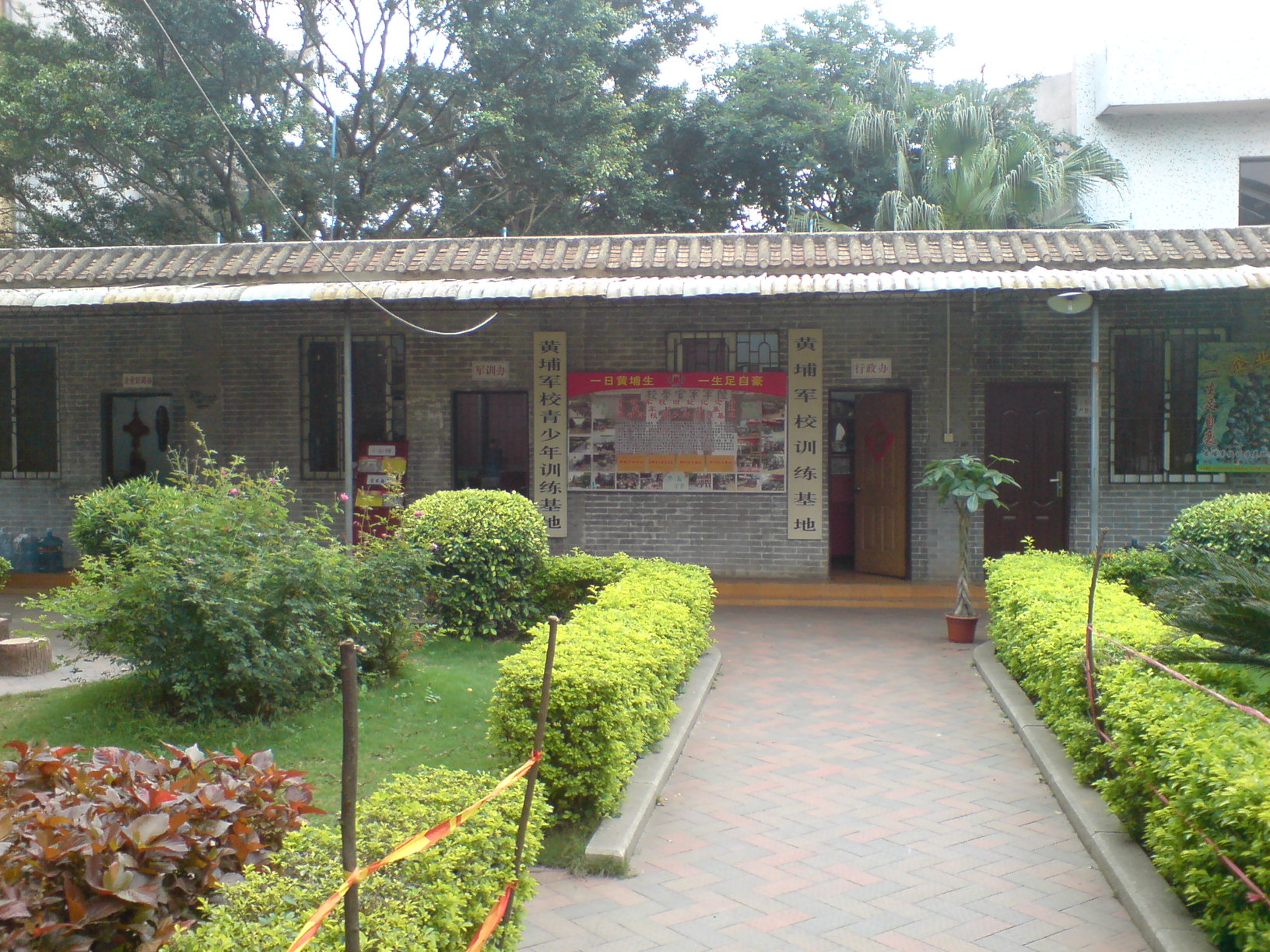
黄埔军校旧址管理单位办公室
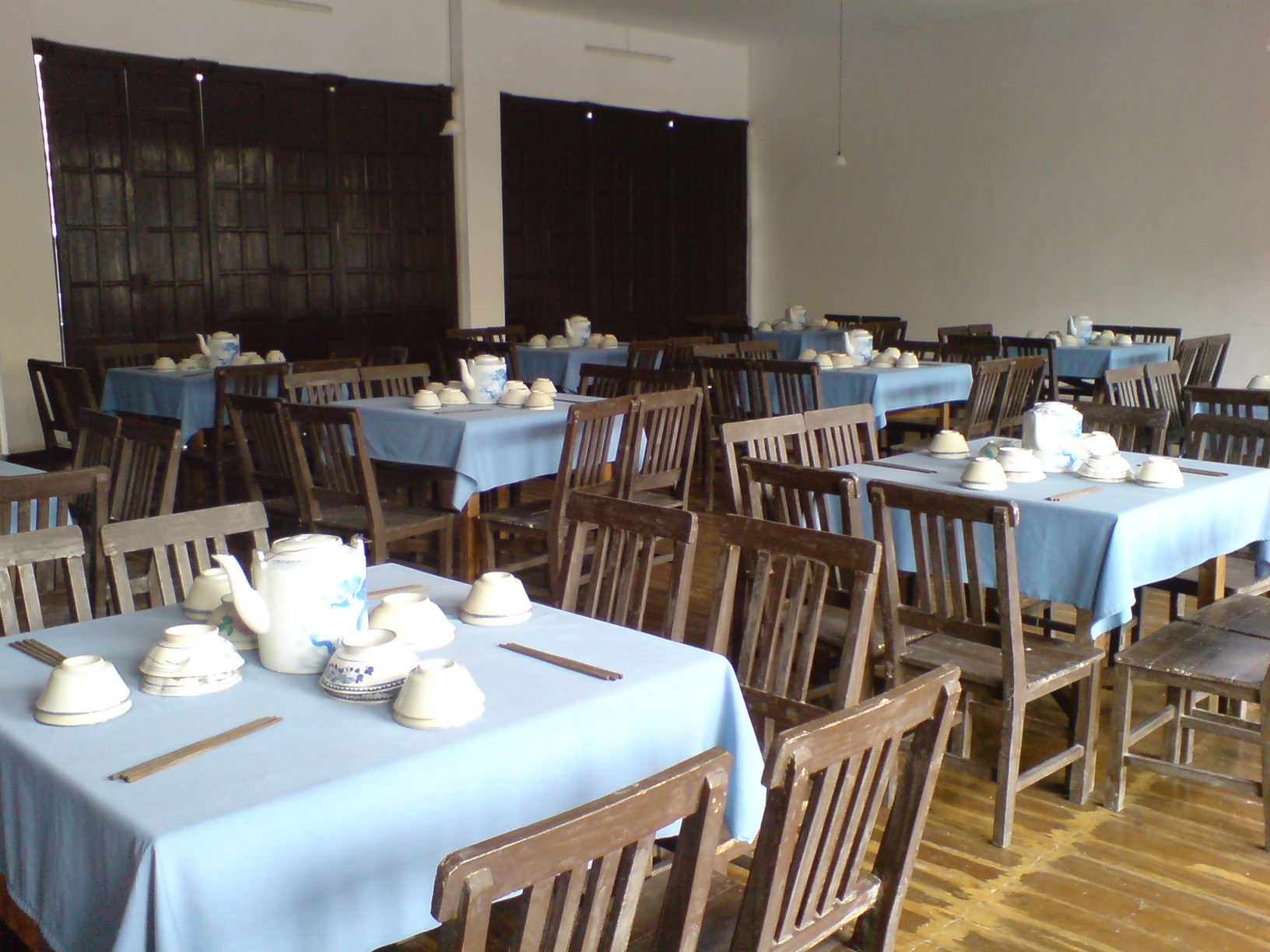
官长饭厅
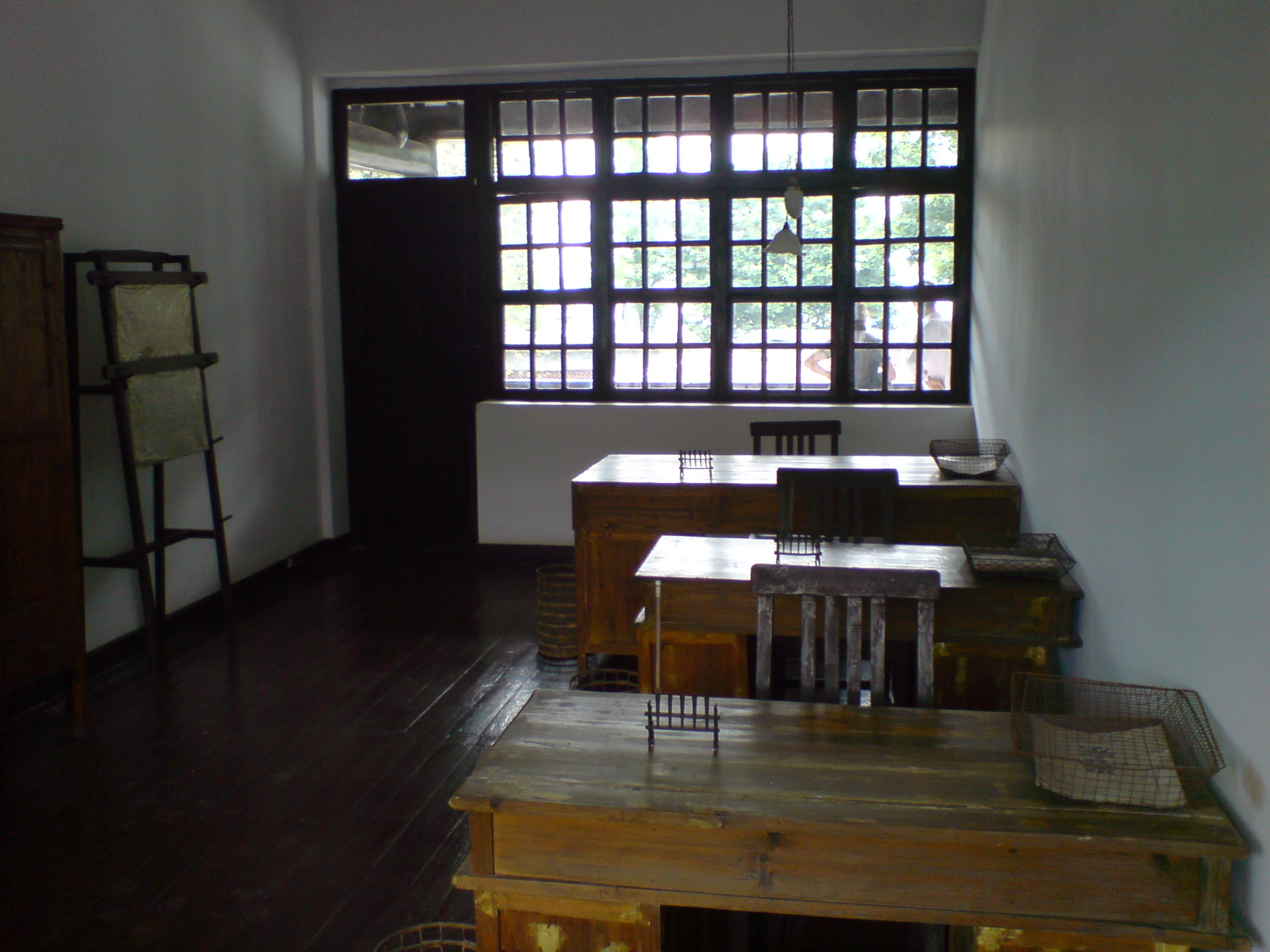
教授部
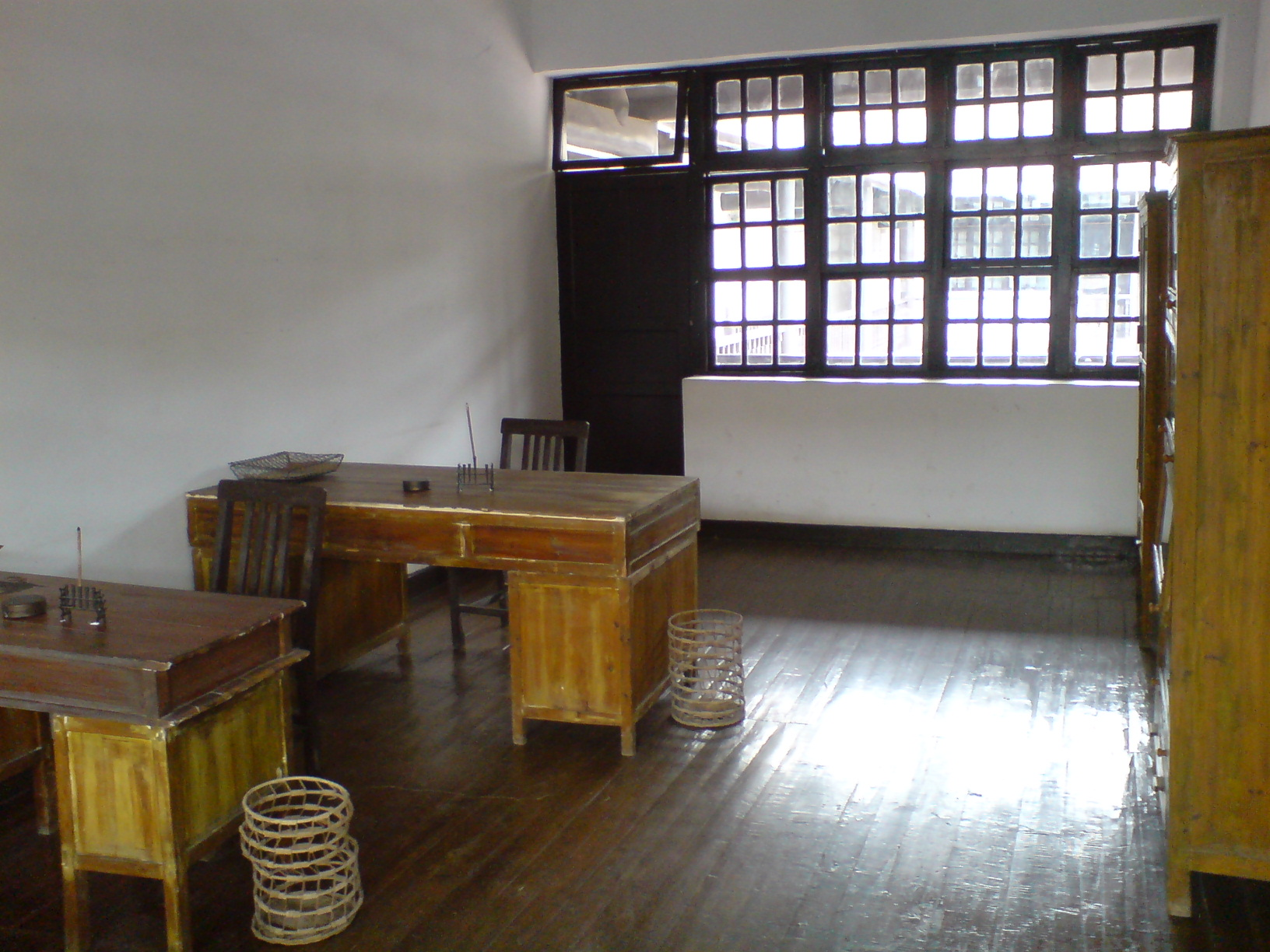
入伍生总队部
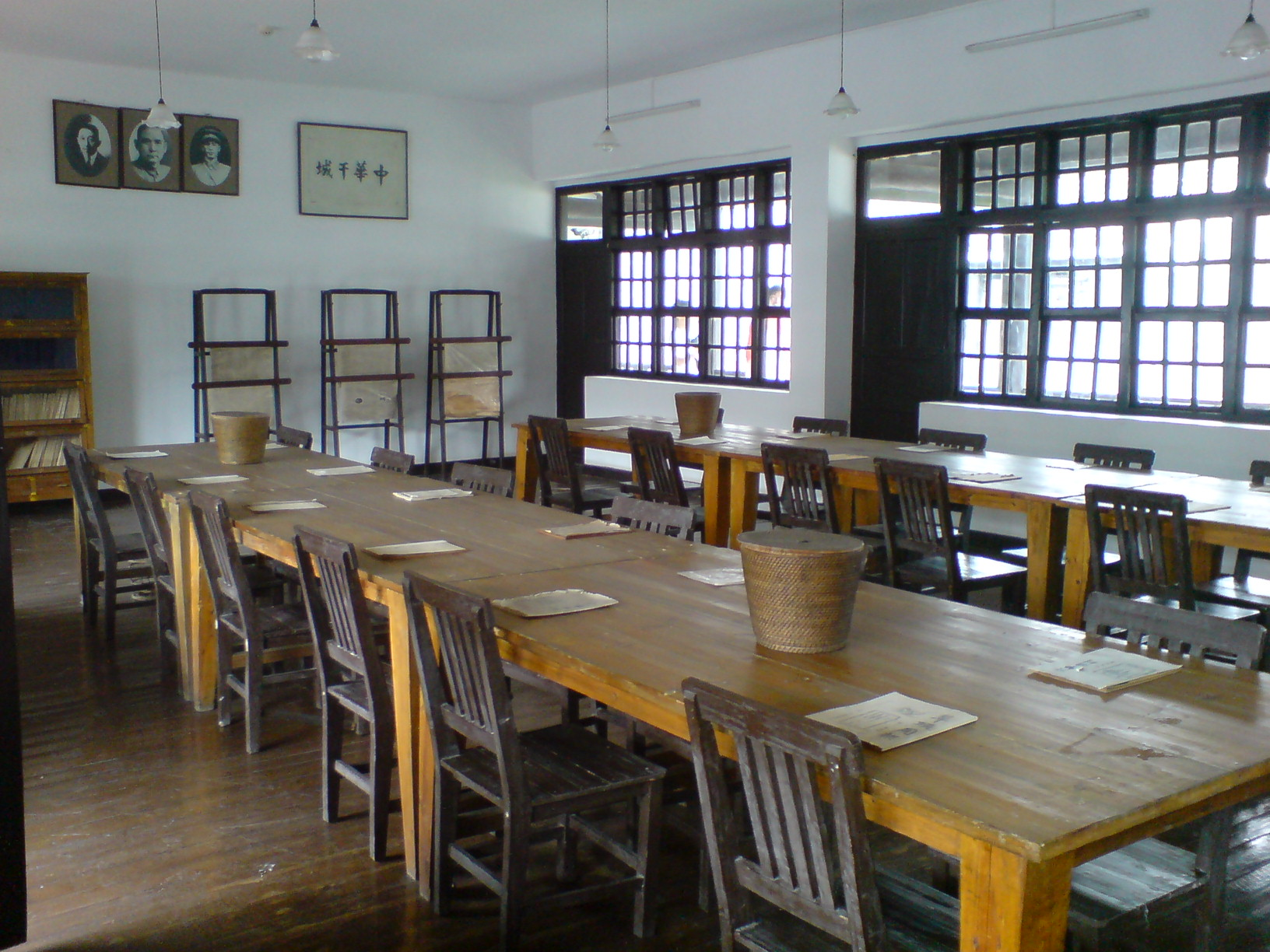
书报阅览室
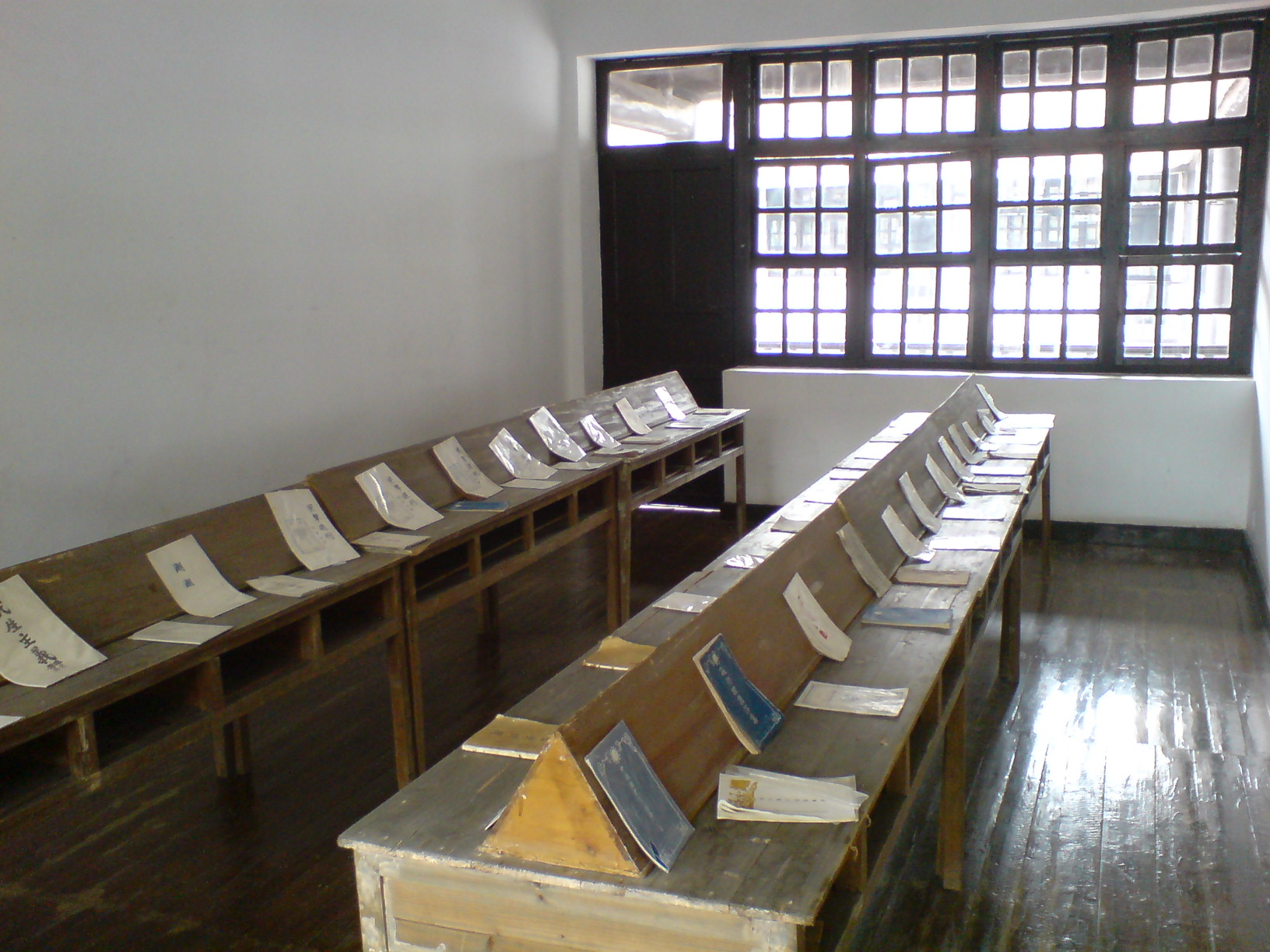
自习室
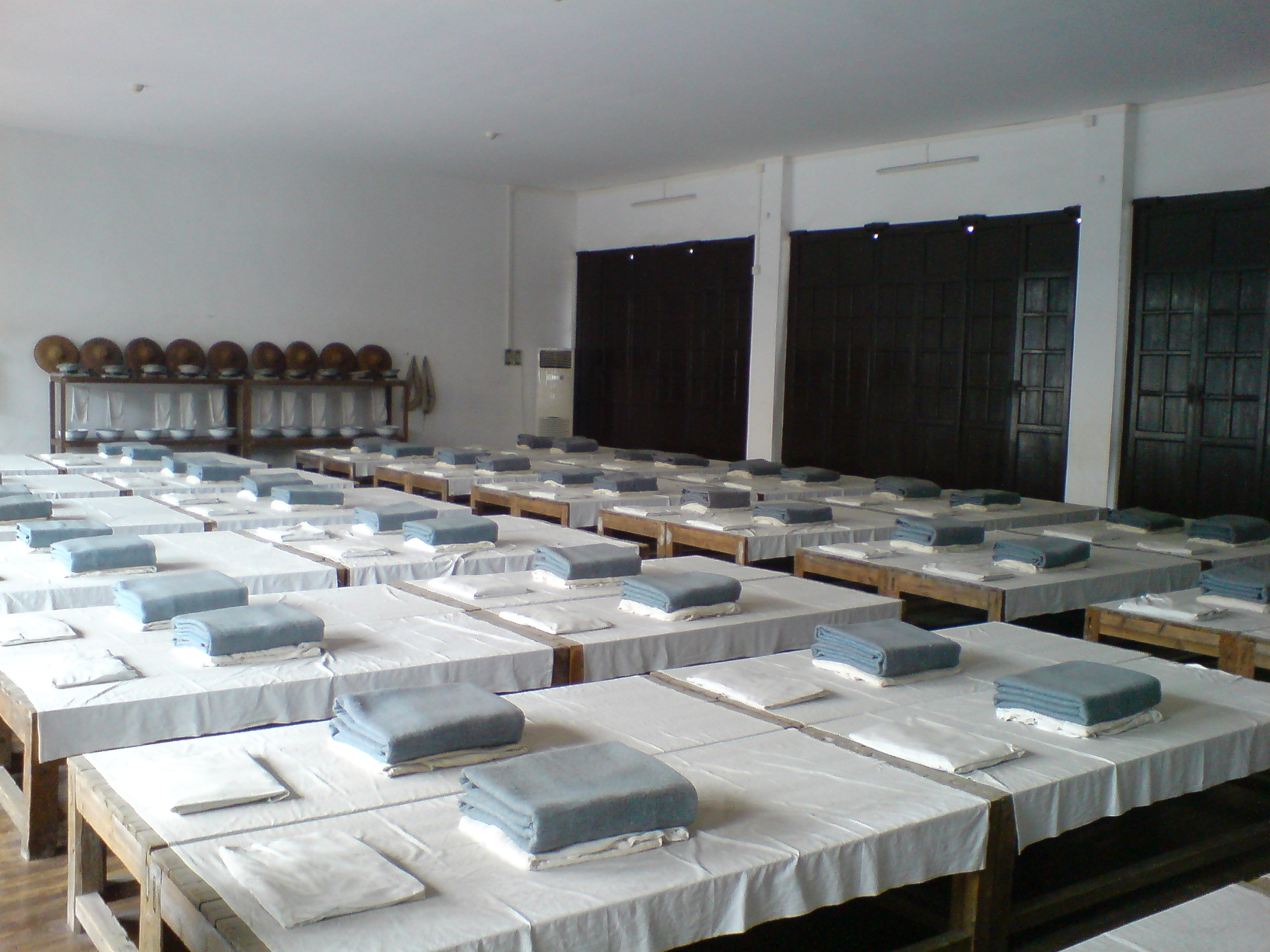
学生宿舍
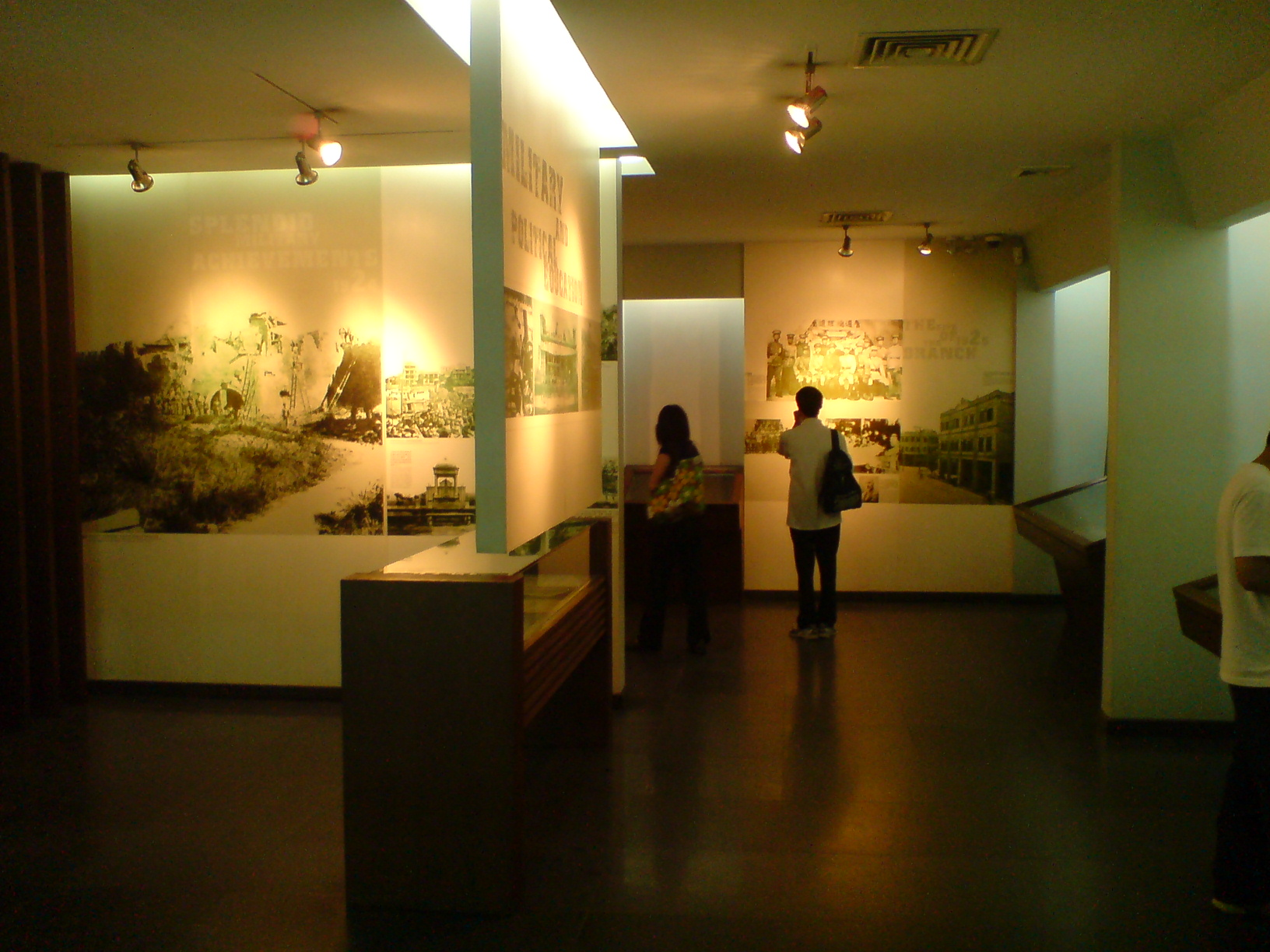
黄埔军校史蹟展览
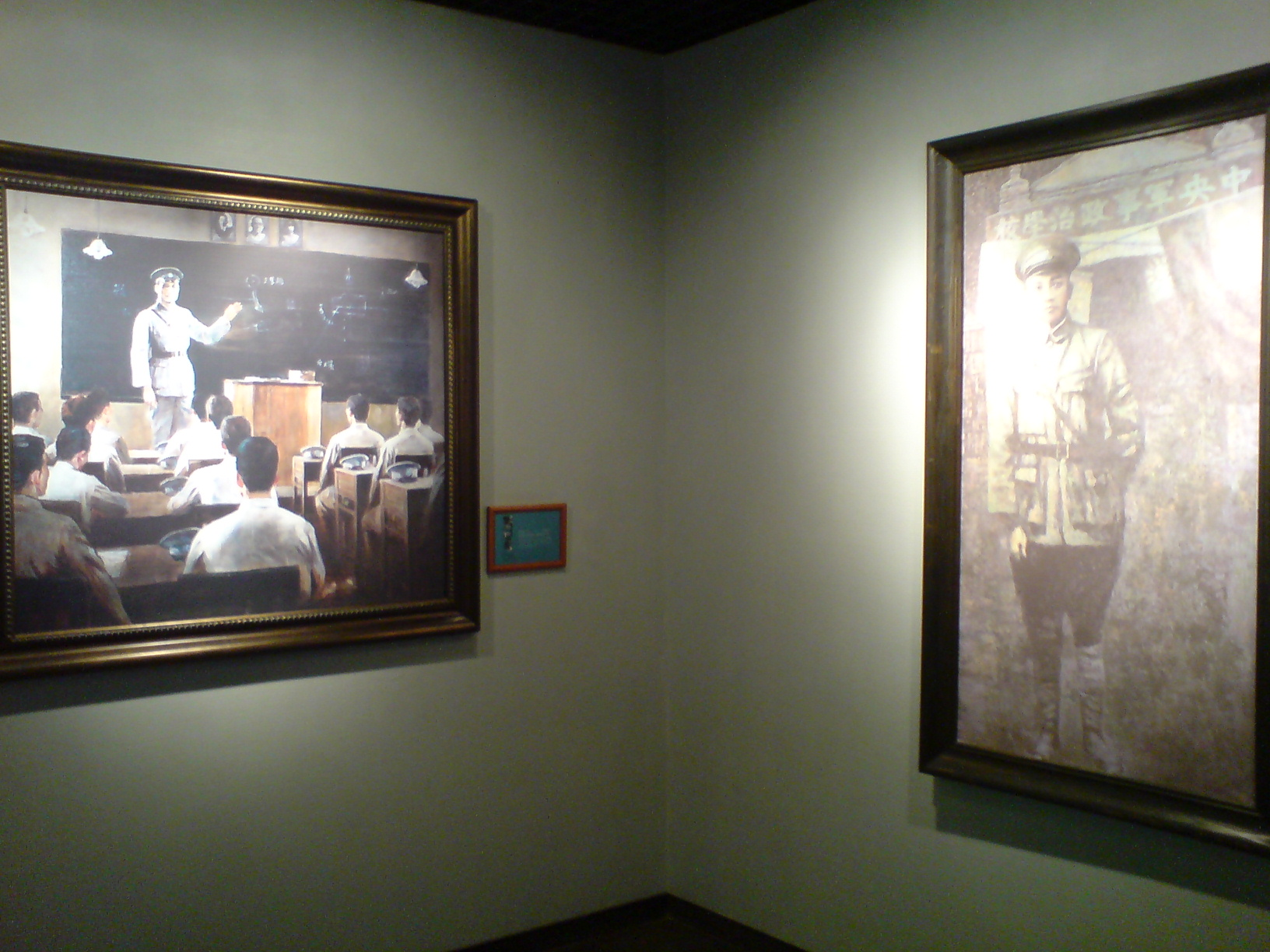
黄埔群英馆
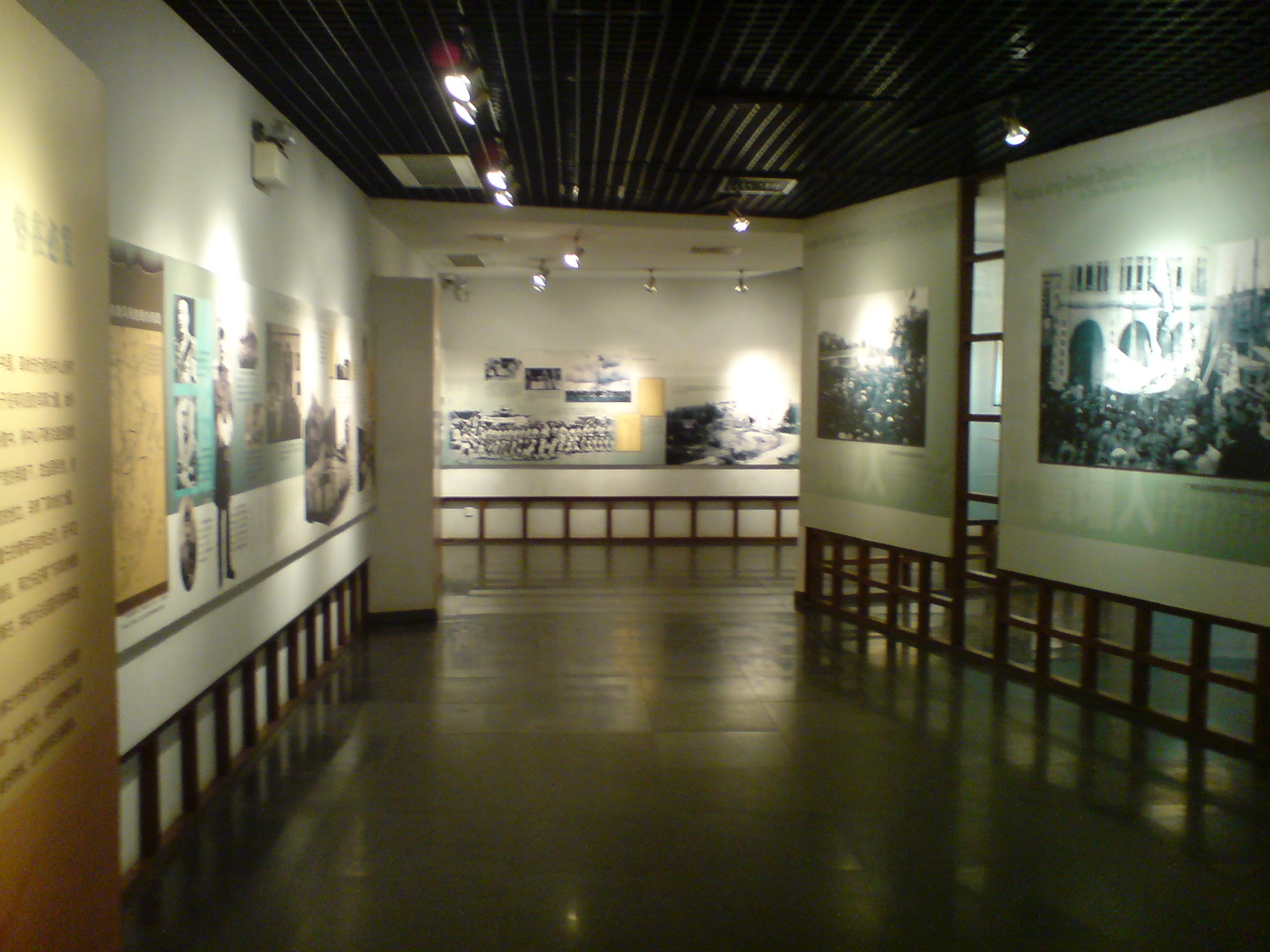
北伐战争的黄埔人展览
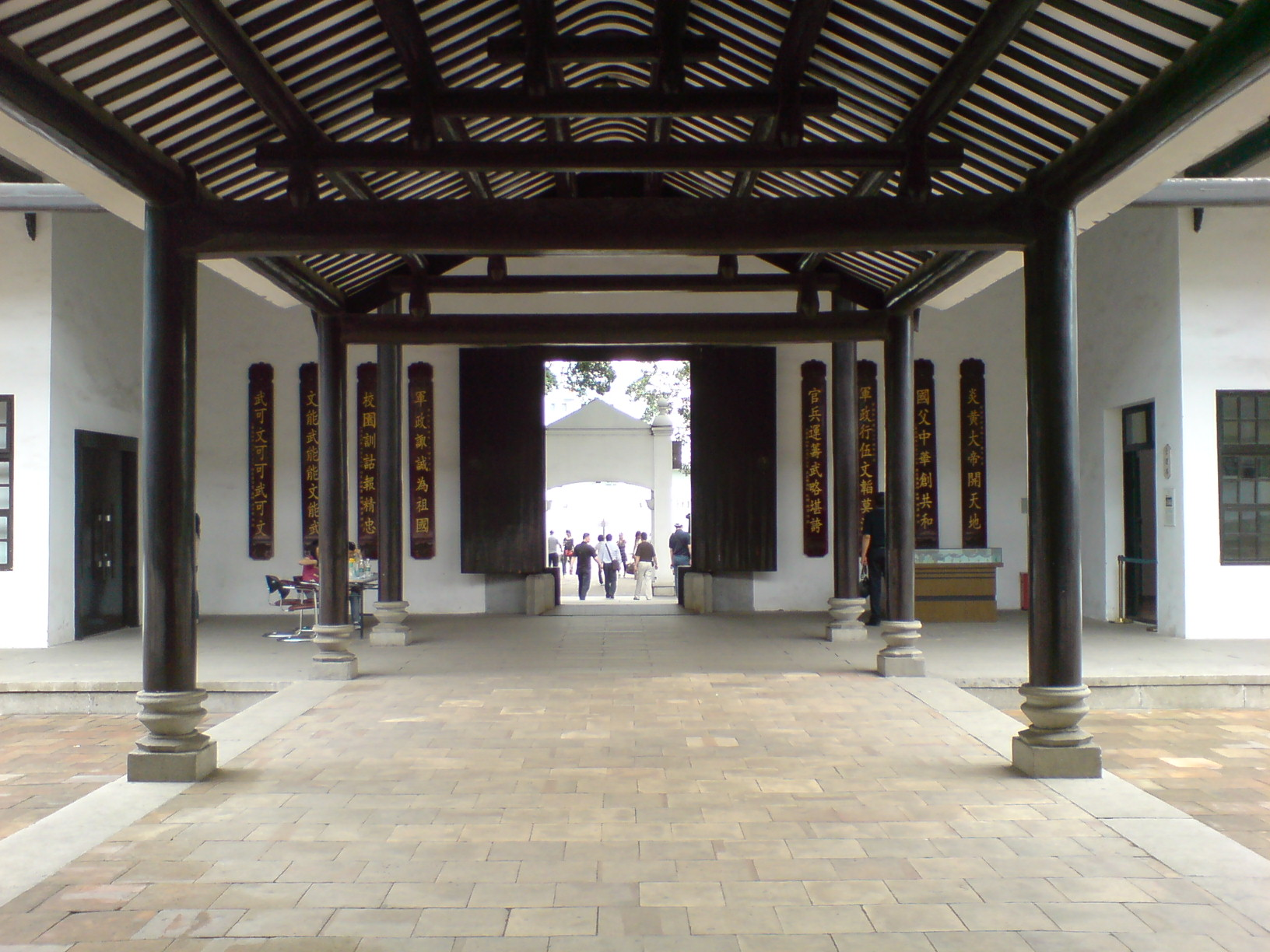
黄埔军校走廊望大门
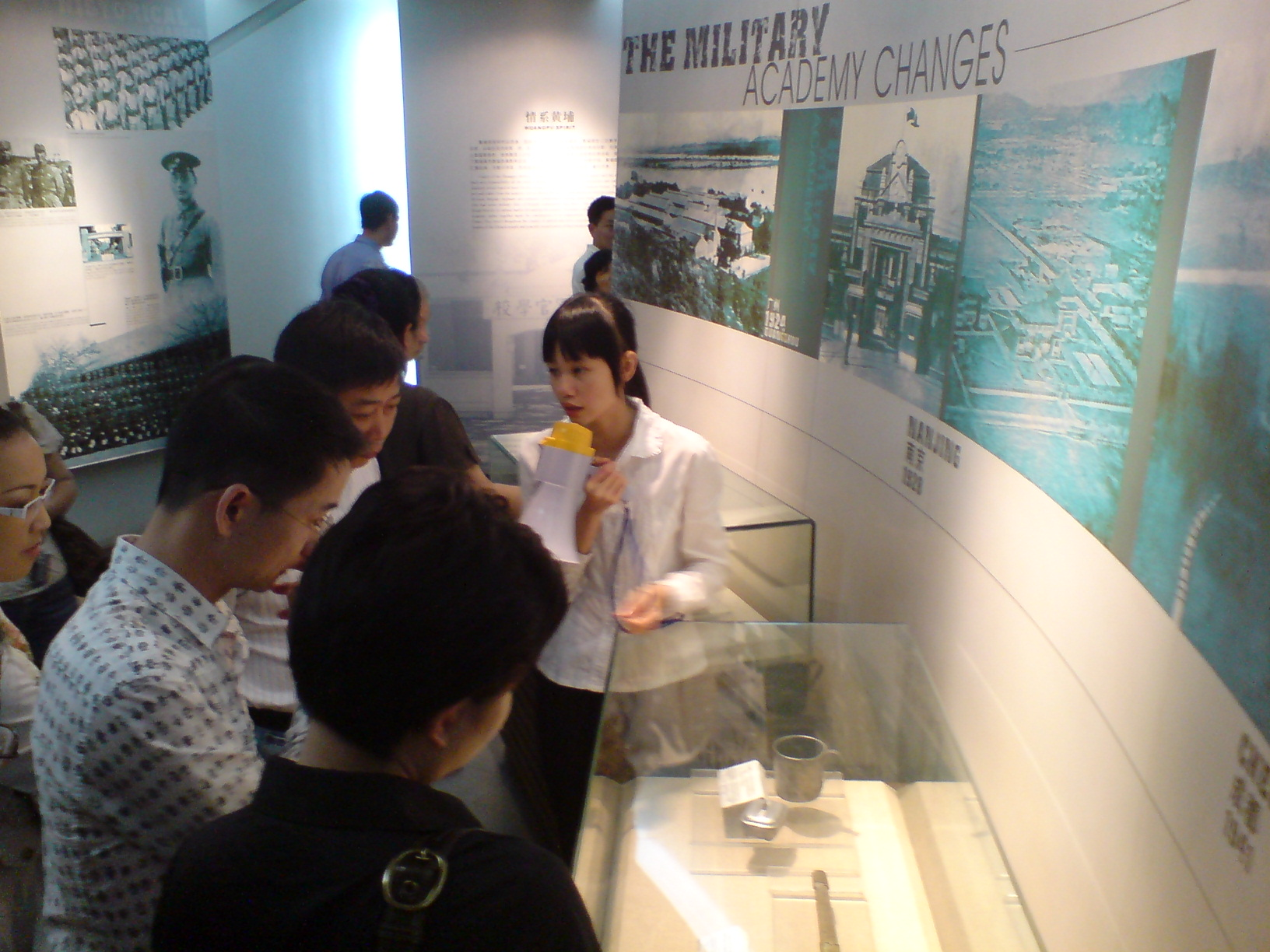
黄埔军校讲解员在作解说
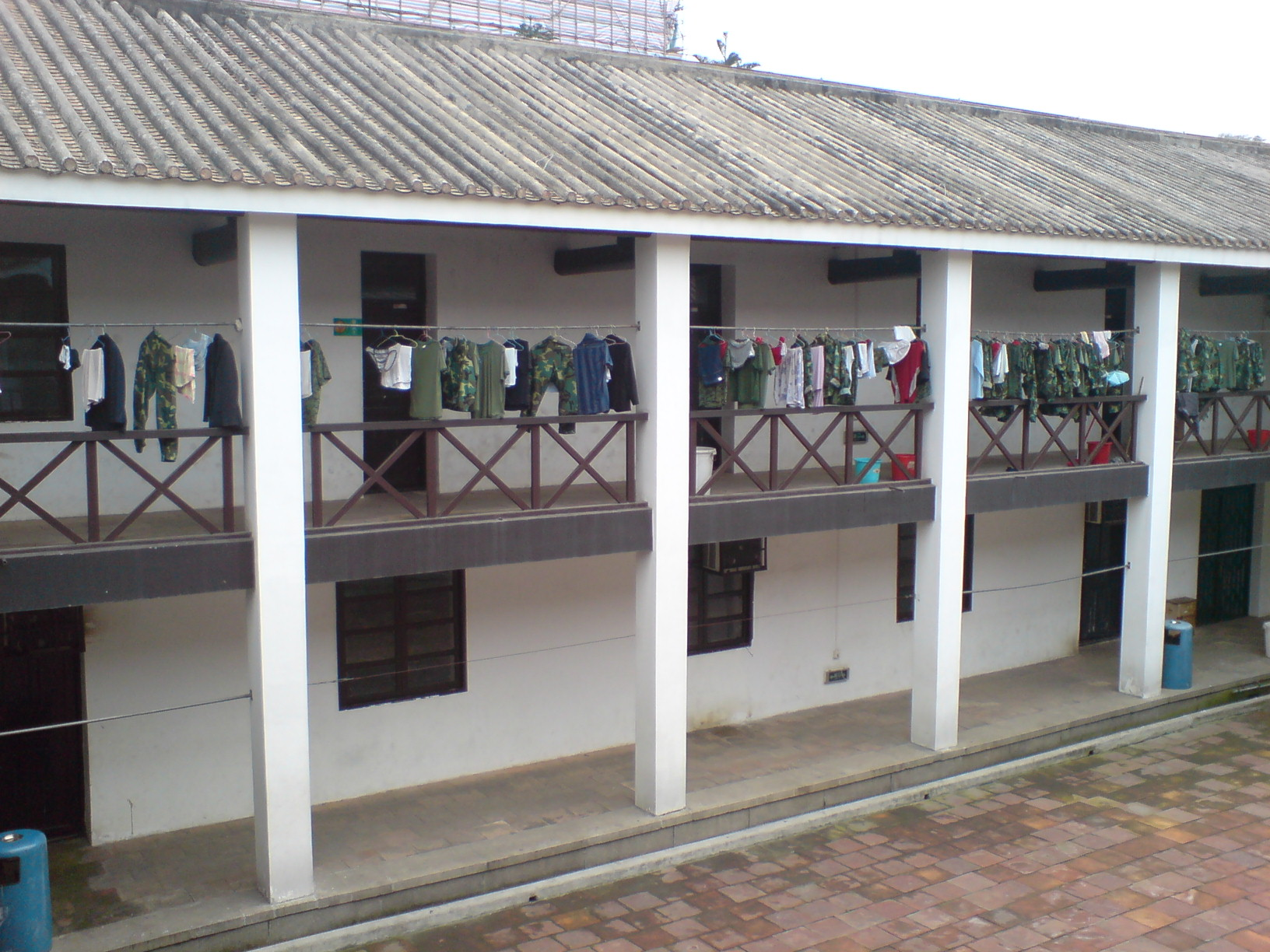
黄埔军校部分房屋被黄埔军校训练营使用
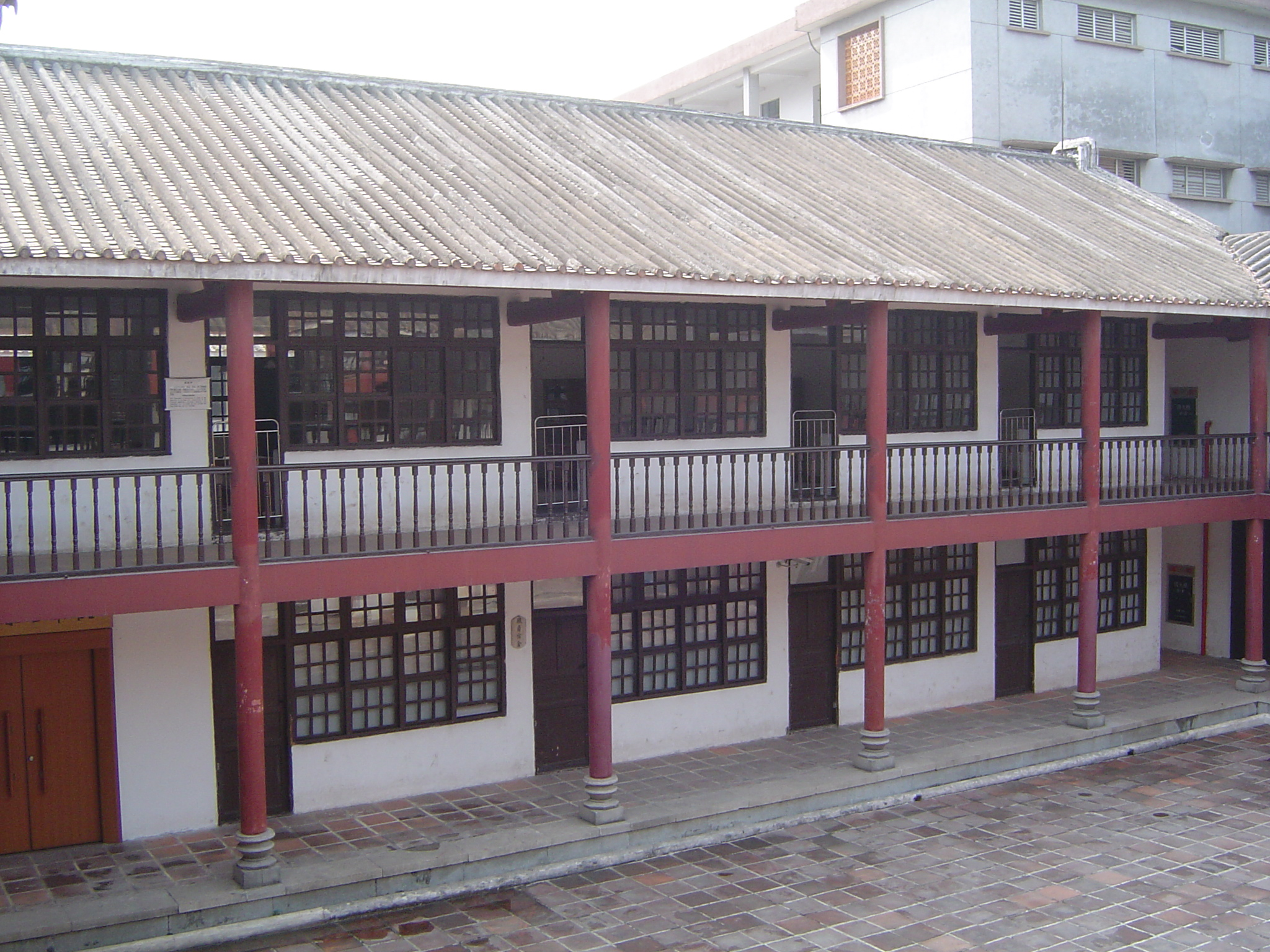
校舍
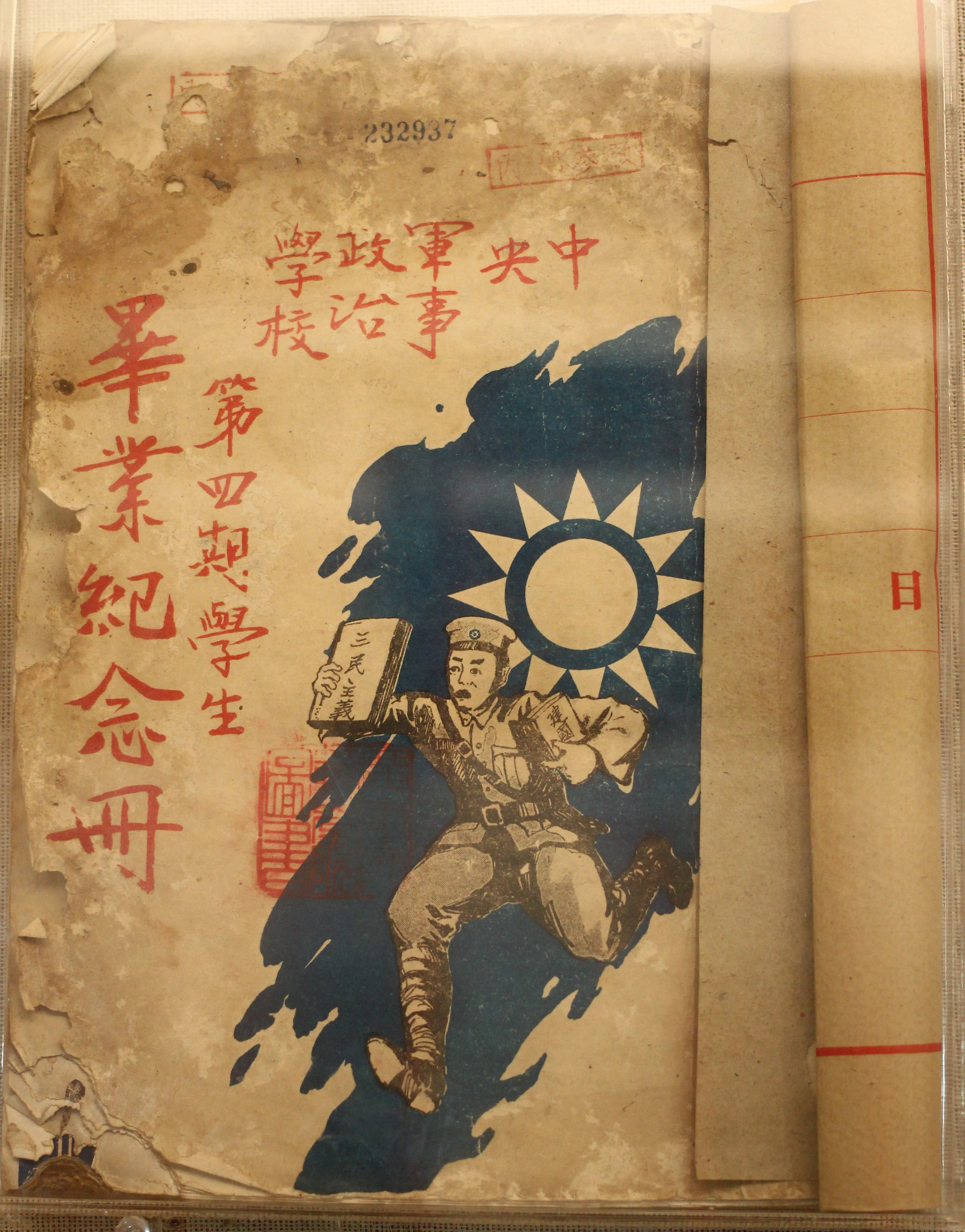
第四期学生毕业纪念册

## 开放时间
- 校本部、孙总理纪念室、孙总理纪念碑、白鹤岗炮台：周二至周日09:00-17:00（16:30停止入馆）
- 东征阵亡烈士墓园：周二至周日09:00-12:00，13:00-17:00（16:30停止入馆）
- 逢周一闭馆（国家法定节假日和特殊情况除外）
- 观众须在参观前7天内提前使用有效证件预约入场

## 公共交通
游客可从鱼珠码头乘搭轮渡往长洲码头，或乘坐广州地铁7号线至长洲站，再换乘岛内公交到达黄埔军校旧址。